# Trissino (famiglia)
La famiglia Trissino (pronuncia Trìssino, /ˈtrissino/) è un'antica casata nobiliare del territorio vicentino. Di presunta origine germanica, la famiglia ricevette l'investitura feudale da parte sia del Sacro Romano Impero sia della Chiesa venendo insigniti del titolo di conte tra il X e l'XI secolo; i suoi domini comprendevano l'omonimo paese di Trissino, nell'attuale provincia di Vicenza, e i borghi vicini, come Valdagno, Cornedo Vicentino, Castelgomberto e Sarego, tanto che la Valle dell'Agno fu nota per diversi secoli come la Valle di Trissino.
I Trissino divennero influenti già attorno all'anno 1000 e per tutta la durata delle lotte tra Guelfi e Ghibellini, erigendo diversi castelli nella Valle di Trissino, per poi essere considerati in epoca rinascimentale una delle famiglie più in vista della città di Vicenza. Da essi si generò il ramo collaterale dei conti Trissino da Lodi, blasonata famiglia radicata tra Milano e Piacenza, che ebbe uno sviluppo storico del tutto autonomo.
L'esponente più celebre della dinastia fu l'umanista Gian Giorgio Trissino dal Vello d'Oro (1478-1550), noto per essere stato il più illustre intellettuale vicentino del Cinquecento e il mentore di Andrea Palladio.
Un suo omonimo e discendente diretto, Gian Giorgio Trissino dal Vello d'Oro (1877-1963), fu il primo italiano a vincere alle Olimpiadi, precisamente ai Giochi della II Olimpiade, a Parigi nel 1900: il 31 maggio, piazzandosi al secondo posto nel salto in lungo a cavallo, vinse la prima medaglia azzurra in assoluto e il 2 giugno, arrivando primo nel salto in alto a cavallo, si aggiudicò il primo oro olimpico italiano.
La famiglia è ancora fiorente a Milano e nel comune di Gaiole in Chianti col ramo primogenito dei Trissino dal Vello d'Oro, i cui ultimi nati rappresentano la quarantaquattresima generazione della stirpe, e tra Vicenza e il paese di Trissino col ramo cadetto dei Trissino di Paninsacco.

## Storia

### Origini
Le origini della famiglia Trissino si perdono nell'Alto Medioevo. Diversi storici e studiosi tra il XVII e il XIX secolo hanno delineato varie possibili ipotesi, basandosi anche sull'interpretazione dei numerosi documenti conservati dai Trissino stessi. Bernardo Morsolin nella monografia su Gian Giorgio Trissino ne riprende alcune, ossia che i primi Trissino appartenessero ai Drepsinates (cioè gli antichi abitanti della zona) o fossero arrivati coi Cimbri ai tempi delle invasioni barbariche; nel successivo saggio Trissino ricordi storici del 1881 concorda però con le affermazioni di Giambattista Pagliarino, secondo il quale discesero dalla Germania intorno al secolo XI ("con l'uno o l'altro degl'Imperatori della Casa di Franconia") e costruirono l'antico castello di Trissino, che poi diede il nome al borgo e a tutta la valle. Lo storico Gaetano Maccà nel saggio riguardo all'esistenza di un'antica zecca a Vicenza ricostruisce le vicende di Nicolò Trissino, figlio di Paolo, che nel 1013 venne eletto Governatore di Vicenza e confermato nella carica dall'Imperatore Enrico II il Santo con l'autorità di battere moneta recante lo stemma della propria famiglia, privilegio poi ulteriormente concesso anche da Corrado II il Salico.
La narrazione tradizionale vuole invece che i Trissino discendano da un eroe leggendario, Achille figlio di Alcasto, che viveva nella città di Trezene nel Peloponneso, il quale all'età di diciotto anni avrebbe seguito in Italia il generale Belisario in occasione della guerra gotica. Al termine del combattimento, Achille si sarebbe stabilito nella valle di Trissino, che avrebbe ricevuto questo nome proprio in ricordo di Trezene, ponendo così le basi della famiglia. Gian Giorgio Trissino inserì le vicende di questi personaggi nel poema L'Italia liberata dai Goti del 1547, ambientato appunto ai tempi della guerra gotica. Nel 1624 Paolo Beni ricostruì la discendenza della famiglia nel suo Trattato dell'origine et fatti illustri della famiglia Trissina, nel quale riportò il testo di un antico documento che ne ripercorre tutta la storia, partendo appunto da Achille. La tesi dell'origine greca è ripresa da Giovanni Pietro Romani in Corona della nobiltà d'Italia, dove ritiene comprovata la narrazione di Paolo Beni grazie al ritrovamento di alcune monete tra le rovine di un'antica casa a Castelvecchio di Valdagno, che ritraevano personaggi in antiche vesti greche e la dicitura dei Nobili di Trezeno. L'elencazione della discendenza tradizionale dei primi Trissino si ritrova ancora nel manoscritto di Parmenione Trissino del XVIII secolo, conservato tra le carte del cosiddetto Archivio Trissino – deposito Trissino dal Vello d'Oro del 1919 – presso la Biblioteca Civica Bertoliana di Vicenza.
I personaggi più rappresentativi della discendenza tradizionale sono:
- Alcasto, nato probabilmente nel 482 d.C., sposò Ericinia, figlia di Timoteo signore di Atene;
- Achille (506-559), figlio di Alcasto, coppiere presso l'imperatore bizantino Giustiniano I e capitano nella guerra contro i Goti, si stabilì nelle terre tra i fiumi Agno e Chiampo, sposò Carienta, figlia di Verulando, Goto sottomesso, ed ebbe due figli: Giustino e Verulando;
- Giustino (545-608), figlio di Achille, sposò la figlia del signore di Castelgomberto, ingrandendo così i propri dominii;
- Bonifacio, figlio di Ulieno, sposò Gisulfa, figlia di Gisulfo II, duca del Friuli;
- Alessandro, figlio di Alcasto, capitano sui vascelli di Venezia marittima nelle rivolte di questa contro l'Esarcato e i Longobardi (sec VII), sposò Alessia figlia di Orso (✝ 737), terzo doge della Repubblica di Venezia;
- Giorgio, figlio di Alessandro, primo con questo nome, visse 103 anni;
- Antonio, figlio di Claudio, i cui possedimenti di Chiampo e Arzignano subirono le devastazioni degli Ungari (sec IX);
- Corrado, figlio di Antonio, combatté per Enrico duca di Baviera, fratello dell'imperatore Ottone il Grande (sec X);
- Nicolò, figlio di Paolo, nominato vicario imperiale, nel secolo XI fece coniare monete dalla zecca cittadina citata da Gaetano Maccà nel suo lavoro Della Zecca Vicentina, 1802;
- Eugenio, figlio di Nicolò, visse 48 anni. Cacciato da Vicenza nel 1054 sarebbe il possibile capostipite della famiglia Trissino da Lodi.
- Enrico, figlio di Olderico, "militò sotto Rodolfo figlio d'Henrico imperatore";
- Olderico II, figlio di Teobaldo, ospitò il 3 novembre 1154 Federico Barbarossa, che gli confermò la signoria sulle terre della valle dell'Agno e il titolo di conte;
- Olderico III, figlio di Uguccione, il primo personaggio di cui siano rimaste tracce documentali primarie riconosciute dagli storici.

### Medioevo
Il primo membro della famiglia di cui si abbia evidenza storica tramite fonti primarie fu Olderico (Olderico III secondo la storiografia familiare redatta da Parmenione Trissino) figlio di Uguccione. È documentato infatti che Olderico fosse tra i nobili vicentini che ricevettero il giuramento di fedeltà da parte del Comune di Bassano nel 1175. Secondo uno studio che analizza il veloce progredire dell'attività economica nella seconda metà del XII secolo per impulso dei Trissino, si ipotizza che Olderico possa essere il fondatore del villaggio che oggi è la città di Valdagno.
A giudicare dai documenti più antichi oggi disponibili sembra che il potere nella Valle dell'Agno attorno all'anno 1000 fosse gestito solo da enti ecclesiastici, come la curia vescovile vicentina e i monasteri veronesi di San Zeno e di Santa Maria in Organo. L'abilità dei Trissino è stata verosimilmente quella di sapersi destreggiare tra i poteri forti (Impero e Chiesa) in modo da accrescere il proprio. Già nel sec XI è plausibile che facessero parte della curia vassallorum vicentina: è del 1219 la più antica investitura vescovile ricevuta dai Trissino di cui resti memoria scritta, nella quale si fa riferimento a un'altra precedente, probabilmente concessa dal vescovo Pistore a Olderico nella seconda metà del XII secolo. Le investiture feudali comprendevano ampi diritti e giurisdizioni, come la riscossione delle decime, l'amministrazione della giustizia, la nomina del decano, il diritto di pascolo. Il fatto che Grifolino figlio di Olderico sia citato nel Decreto Edilizio del 1208, riportato da Giovanni da Schio, come proprietario della turris domus grandis nei pressi del Duomo di Vicenza (la medesima area dove venne edificato il Palazzo Trissino al Duomo tre secoli più tardi), può essere un'ulteriore testimonianza degli stretti rapporti, anche politici, tra i Trissino e la curia vescovile.
Olderico sposò la veronese Chiara di San Bonifacio, esponente di una delle principali famiglie di quella città, a testimonianza dei buoni rapporti tessuti dai Trissino anche coi rappresentanti dei poteri imperiali (a quel tempo Verona era capoluogo della marca, suddivisione del Sacro Romano Impero, che comprendeva tutto il Triveneto).
Da Chiara, Olderico ebbe otto figli, quattro dei quali considerati capostipiti o colonnelli dei rispettivi rami:
- Miglioranza (ramo di Miglioranza);
- Paninsacco (ramo di Paninsacco);
- Arnoaldo (ramo Dalla Pietra);
- Corrado (ramo di Castelmaggiore).

Gli ultimi due presero parte alla vita politica vicentina in modo del tutto marginale: i Castelmaggiore si estinsero coi quattro figli di Corrado (XIII secolo), mentre si conoscono le vicende dei Dalla Pietra solo fino al XV secolo (con Bugamante, Giacomo e Pierantonio figli di Antonio di Giacomo).
A questi rami della famiglia sono stati riferiti i castelli presenti nell'area di Trissino nei secoli XI-XIII, ossia:
- Castel Maggiore al ramo omonimo, posto sulla sommità di monte San Nicolò, i cui resti sono presenti ancora oggi; all'estinzione di questo colonnello, nel 1284 feudi e beni vennero spartiti tra i Paninsacco e i Della Pietra;
- Castel Antico ai Paninsacco, individuato nel colle dell'Angelo ove attualmente si trova il cimitero di Trissino, zona più recentemente detta Bastie;
- Castel della Pietra al colonnello omonimo, corrisponde all'area dell'attuale Villa Trissino Marzotto; nel 1427, all'estinzione di questo ramo con Giacomo Trissino della Pietra, castello e terreni passarono a Nicolò il Grande, figlio di Cristoforo Trissino dei Miglioranza.

Altri castelli medievali eretti nella Valle dell'Agno e riferibili ai Trissino sono:
- il castello di Paninsacco, posto sull'omonimo colle sopra Valdagno, della fine del XII secolo, di cui rimangono unicamente tracce delle mura e l'attigua chiesetta di Santa Maria di Paninsacco[29] del 1212, originariamente inglobata nel castello stesso; si trova in località Maglio di Sopra, da cui domina strategicamente la valle del torrente Agno, e vide le lotte tra Guelfi e Ghibellini in cui furono protagonisti molti Trissino;
- il castello di Valdagno, posto tra San Clemente e Contrà Castello e di cui non rimane nulla, era uno dei castelli di Miglioranza Trissino, ghibellino e fratello maggiore di Paninsacco, guelfo;
- il castello di Brogliano, di cui si hanno poche e frammentarie informazioni e ben presto sparito;
- il castello di Quargnenta, citato nel diploma concesso da Federico II di Svevia ai Trissino nel 1236;
- il castello di Castelgomberto, menzionato già nel diploma di Ottone III di Sassonia attorno all'anno 1000;
- il castello di Cornedo, appartenente come i precedenti al ramo Trissino Miglioranza, anch'esso citato dal diploma imperiale di Ottone III e in seguito concesso in feudo anche dai vescovi di Vicenza; a Cornedo era la villa di campagna di Gian Giorgio Trissino, discendente appunto da Miglioranza.

Nessuno di questi castelli ha superato indenne il XIV secolo.
Fino al secolo XIII le prerogative signorili dei Trissino arrivavano al dominio assoluto del territorio, esercitando il potere su cose e persone e riuscendo a organizzare i propri feudi quasi come un piccolo Stato autonomo, grazie anche alla creazione di un proprio esercito e ai diritti feudali che coprivano tutti i principali aspetti della vita degli abitanti: l'acqua, i mulini, il pascolo, il mercato. Tuttavia, i beni descritti nel testamento di Olderico del 1212 vennero divisi solo tra i due principali colonnelli della famiglia: Miglioranza, di fede ghibellina, e Paninsacco, di parte guelfa. Infatti, i Trissino del Medioevo, trovandosi a gestire un cospicuo insieme di terre, castelli, campi, boschi, diritti di decima, ecc., si accordarono sul godimento comune tra i vari rami della famiglia, per meglio preservarne l'entità: ad esempio, nel 1343 si contavano sedici capifamiglia (consortes) Trissino solidali nel godimento di un medesimo feudo vescovile. Al fine della conservazione del patrimonio, il sentimento di unica stirpe (domus et progenies) veniva anteposto alle discordie personali o agli schieramenti politici: infatti, malgrado fossero avversari, parteggiando rispettivamente per Guelfi e Ghibellini, i fratelli Paninsacco e Miglioranza Trissino il 21 dicembre 1224 sottoscrissero un patto, vincolante anche per i loro figli e successori, secondo il quale tutti i luoghi atti all'erezione di fortezze, le decime e altri diritti feudali erano di possesso e godimento comune ai due colonnelli.
Con lo sfondo storico delle vicende che videro nel Duecento il dominio su Vicenza dei Guelfi padovani e poi, tra il 1312 e il 1387, quello dei Ghibellini veronesi con la parabola della potente famiglia degli Ezzelini e il successivo affermarsi dei Della Scala, Miglioranza e Paninsacco e le rispettive famiglie non risparmiarono di combattersi, alleandosi alle diverse fazioni in lotta. Nel 1230 Panisacco Trissino si ribellò al bando del podestà di Vicenza e si asserragliò nel suo castello, così l’anno successivo l’esercito del Comune espugnò la fortezza e Panisacco venne privato dei suoi beni. Più tardi toccò al ramo Miglioranza, quando nel 1236 vennero banditi dalla città e le loro case-torri cittadine furono saccheggiate.
Nel 1262 scoppiò la cosiddetta Guerra di Valdagno, nel corso della quale il giovane Miglioranza Trissino vide espugnato il suo castello per essere bandito e costretto a ritirarsi a Verona presso il monastero di Santa Maria in Organo, dove nel 1260 era morto suo padre Miglioranza il vecchio, anch'egli esiliato. In seguito, nel corso della lotta contro i Paninsacco, nel 1291 anche Enrico Trissino Miglioranza venne sconfitto e decapitato e la guerra si concluse, ma agli albori del Trecento, con la dominazione scaligera Morando Trissino Paninsacco fu a sua volta sconfitto dai Ghibellini di Verona e privato del suo feudo.
Nel contempo, Manfredo vescovo di Vicenza nel 1231 confermò i Trissino signori delle loro terre, in forza di un precedente privilegio papale concesso da Urbano III. Inoltre, con un diploma del 4 aprile 1236 Federico II di Svevia, non solo riconfermò ai Trissino i loro titoli, ma concesse loro anche l'uso dell'aquila bicipite imperiale nello stemma di famiglia, a riconoscimento della loro lealtà all'Impero nelle vicende di quel tempo.
Le guerre e le diverse alleanze alla fine non minarono il dominio dei Trissino nella loro valle, pur venendo essi a trasformarsi in aristocratici cittadini. La più importante eccezione avvenne durante la breve dominazione viscontea sul finire del XIV secolo, a causa della quale i Trissino (e tra loro un Gian Giorgio, nonno del celebre Gian Giorgio Trissino) dovettero riconquistarsi le terre, combattendo gli occupanti guidati dal condottiero Niccolò Piccinino.
Dal punto di vista sociale, malgrado il ripetersi di queste concessioni feudali, già dalla fine del XIII secolo le nascenti autonomie comunali delle comunità rurali incominciarono a limitare il potere assoluto dei signori. Valdagno, Cornedo, Trissino – come la stessa Vicenza – si diedero forme di governo locale che riuscirono a trattare sempre più alla pari coi consortes Trissino nel regolare i diritti di gestione del territorio, tipicamente coltivazione e pascolo. Il fenomeno era quantomai compiuto un secolo più tardi, dopo le rovinose conseguenze in tutto territorio vicentino delle continue guerre (con Verona e Padova prima e poi contro i Visconti signori di Milano) nonché delle pestilenze e carestie di fine XIV secolo.

### Dal Rinascimento alla fine del XVIII secolo
Dal Paninsacco Trissino vissuto nel XIII secolo deriva il ramo Trissino Paninsacco, i cui discendenti ancora oggi abitano l'omonima villa nel Comune di Trissino – uno dei pochi casi in Veneto in cui dopo tanti secoli non c'è stato cambio di proprietà di una residenza nobiliare.
Il fratello maggiore Miglioranza, che sposò Anna Porto e poi Caterina Vivaro, è invece l'antenato comune di altri rami Trissino che si sono sviluppati nei secoli successivi, ossia:
- Trissino di Riale (dal nome della contrada in Vicenza dove era situato il loro palazzo), estinti a fine Settecento;
- Trissino Baston (il cui palazzo in corso Palladio a Vicenza è sede del Municipio), estinti a metà Ottocento;
- Trissino di Sandrigo (discendenza di Lodovico di Bartolomeo che sposò nel 1435 Angela Verlato, figlia di Pietro, possidente terriero di quella zona), che si estinse quando l'ultima esponente, Irene di Giustino sposò Gaetano Trissino dal Vello d'Oro nel 1712;
- Trissino dal Vello d'Oro, aggiunta al cognome autorizzata nel 1515 da Massimiliano I a Gian Giorgio, il celebre poeta e umanista[45], ramo tuttora esistente.

In base ai documenti presenti nell'Archivio Trissino dal Vello d'Oro presso la Biblioteca Civica Bertoliana, è possibile ricostruire la seguente linea genealogica:
| Olderico - sp Chiara di San Bonifacio |  |                                                   |  |                                                                 |
|                                       |  | Miglioranza - sp Anna Porto e poi Caterina Vivaro |  |                                                                 |
|                                       |  |                                                   |  |                                                                 |
|                                       |  |                                                   |  | Achille - sp Bellicia da Arzignano e poi Anna Valmarana         |
|                                       |  |                                                   |  |                                                                 |
|                                       |  |                                                   |  | Bonifacio - sp Cardìna Valmarana                                |
|                                       |  |                                                   |  |                                                                 |
|                                       |  |                                                   |  | Gaetano - sp Singrofina                                         |
|                                       |  |                                                   |  |                                                                 |
|                                       |  |                                                   |  | Bonifacio - sp Antonia Trissino                                 |
|                                       |  |                                                   |  |                                                                 |
|                                       |  |                                                   |  | Giovanni Giorgio - sp Benedetta Zilotti e poi Elisabetta Thiene |
|                                       |  |                                                   |  |                                                                 |
|                                       |  |                                                   |  | Bartolomeo - sp Filippa Parotto                                 |
|                                       |  |                                                   |  |                                                                 |
|                                       |  |                                                   |  | Giovan Giorgio - sp Isabella Savorgnano                         |
|                                       |  |                                                   |  |                                                                 |
|                                       |  |                                                   |  | Gaspare - sp Cecilia Bevilacqua                                 |
|                                       |  |                                                   |  |                                                                 |
|                                       |  |                                                   |  | Gian Giorgio - sp Giovanna Trissino e poi Bianca Trissino       |
|                                       |  |                                                   |  |                                                                 |
|                                       |  |                                                   |  | ramo Trissino dal Vello d'Oro (vivente)                         |
|                                       |  |                                                   |  |                                                                 |
|                                       |  | Ludovico - sp Angela Verlato                      |  |                                                                 |
|                                       |  |                                                   |  |                                                                 |
|                                       |  |                                                   |  | ramo Trissino di Sandrigo (estinto)                             |
|                                       |  |                                                   |  |                                                                 |
|                                       |  | Ludovico                                          |  |                                                                 |
|                                       |  |                                                   |  |                                                                 |
|                                       |  |                                                   |  | rami Trissino Baston e Trissino Riale (estinti)                 |
|                                       |  |                                                   |  |                                                                 |
|                                       |  | Paninsacco                                        |  |                                                                 |
|                                       |  |                                                   |  |                                                                 |
|                                       |  |                                                   |  | ramo Trissino Paninsacco (vivente)                              |
|                                       |  |                                                   |  |                                                                 |

Solo i discendenti di Gian Giorgio Trissino dal Vello d'Oro hanno utilizzato il cognome completo di predicato, mentre i personaggi degli altri rami di casa Trissino si sono sempre firmati col semplice cognome senza alcun appellativo, rendendo a volte difficoltosa l'individuazione corretta dei legami familiari quando i nomi di battesimo si ripetono nei diversi rami.
Il 28 aprile 1404 la città di Vicenza si diede spontaneamente alla Serenissima Repubblica di Venezia e il 3 settembre 1406 il Doge Michele Steno confermò i Trissino nel titolo di conti e cavalieri e signori delle terre della Valle di Trissino e dei feudi nel frattempo aggiuntisi, anche se le proprietà terriere, le decime e giurisdizioni minori dovettero essere riacquistate.

#### Sviluppo economico
L'ingresso nel cosiddetto Stato da Tera portò un periodo di relativa pace e prosperità ai territori dell'entroterra veneto soggetti alla Serenissima, che durò gran parte del sec XV, fino ai fatti legati alla Lega di Cambrai. Ciò, unito alla grande disponibilità di terre e di risorse, spinse i Trissino a innovare le attività agrarie, allora concentrate sulla coltivazione cerealicola, per esempio estendendo il prato irriguo, allargando le vigne sui fianchi delle colline e spingendo l’allevamento di ovini sfruttando anche l'alpeggio. Inoltre, altre attività si svilupparono nelle campagne di tutta la Valle di Trissino, come segherie per la lavorazione del legno, l'estrazione mineraria e la lavorazione del ferro, la realizzazione di macine da mulino, la lavorazione della lana e, a partire dal '500, l'attività serica presso la Villa della Colombara a Trissino.
Il rinascimento economico e culturale che ne seguì contribuì al completamento della trasformazione delle famiglie feudali, come i Trissino, da signori, che esercitavano tutto o gran parte del potere, a patrizi, ossia proprietari terrieri i cui diritti erano ormai quasi esclusivamente di natura economica. Il Rinascimento vide quindi i Trissino occupati a conservare le posizioni di privilegio assunte (molti membri dei vari rami della famiglia furono Giudici del Collegio fra il XVI e il XVIII secolo).
In quel tempo ci si poneva il problema di preservare tale cospicuo patrimonio, tramandandolo di generazione in generazione, anche tramite matrimoni tra cugini, pur di mantenerlo all'interno della famiglia. A tale scopo venne fatto frequente uso anche dell'istituto del fedecommesso: nel testamento veniva già prevista la successiva devoluzione del patrimonio, qualora l'erede del testante non avesse avuto discendenza, favorendo di norma un altro ramo della famiglia.

#### Edifici civili e religiosi

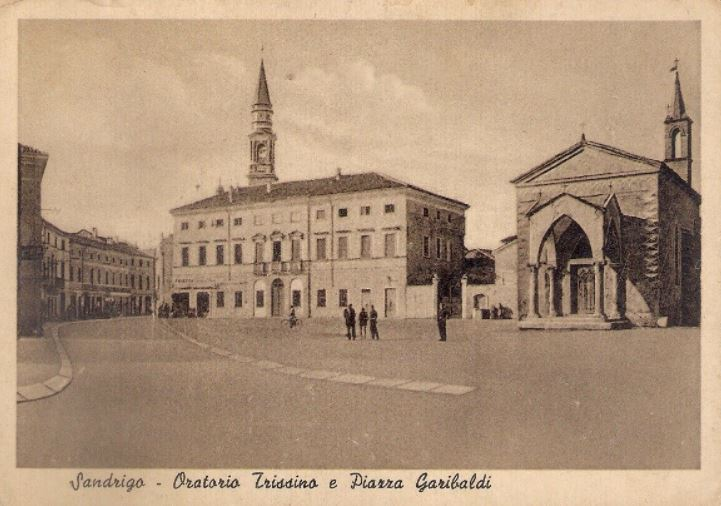
Sandrigo, piazza Garibaldi con l'oratorio eretto dalla famiglia Trissino.

Numerosi furono gli edifici, ville in campagna e palazzi in città, che dovevano riflettere potere e ricchezza: Palazzo Trissino al Duomo (sec XVI) e Palazzo Trissino Baston (sec XVII), entrambi opera di Vincenzo Scamozzi; le due Ville Trissino a Cornedo Vicentino; Villa Trissino a Castelgomberto (sec XV); Villa Trissino a Vicenza (sec XVI), dove l'umanista Gian Giorgio Trissino conobbe il giovane Andrea Palladio; Villa Trissino Paninsacco a Trissino (sec XVI); l'incompiuta palladiana Villa Trissino a Meledo di Sarego (sec XVI); in epoca più recente, Villa Trissino a Montecchio Precalcino (sec XVII) e Villa Trissino a Sandrigo (sec XVII-XVIII). I Trissino furono tra le famiglie patrizie vicentine che più coltivarono le arti: in questo ambito l'apice venne raggiunto con il rapporto tra il Gian Giorgio Trissino e Andrea Palladio.
Oltre a ciò, numerosi furono gli interventi presso edifici religiosi. Il più antico che si ricordi è la chiesetta di Santa Maria in Paninsacco costruita nel 1212 per opera di Paninsacco Trissino, come appendice del suo castello valdagnese. Più tardi, nel marzo del 1380 Niccolò Trissino il Grande inaugurò la nuova chiesa parrocchiale di Valdagno, dedicata a San Clemente, la cui cappella della Concezione era dedicata alla famiglia e che fino al 1797 ospitava la sua arca sepolcrale decorata da una statua equestre.
Nelle chiese parrocchiali di ogni paese vi era sempre una cappella riservata ai Trissino, o quanto meno un altare, mentre nelle campagne erano distribuiti cappelle e oratori presso cui diversi membri della famiglia decidevano di farsi inumare alla propria morte. Un esempio è l'oratorio di Santa Maria Assunta a Sandrigo, eretto nel 1610 nella piazza principale del paese (oggi piazza Garibaldi) dal canonico Serrano di Alvise Trissino da Sandrigo, come cappella di famiglia. Venne restaurato nel 1843, a cura del conte Gian Giorgio Trissino dal Vello d'Oro, dall'architetto Antonio Caregaro Negrin nelle attuali forme gotiche, utilizzando presumibilmente anche materiali provenienti dalla villa di Cricoli, come le colonne del protiro esterno.
Altrettanto cospicua era la presenza dei Trissino all'interno della Cattedrale di Vicenza, con targhe e sepolcri, oggi quasi del tutto scomparsa in seguito ai bombardamenti della seconda guerra mondiale. Gaspare Trissino, padre di Gian Giorgio, nel proprio testamento del 1483 donava fondi per l'abbellimento della sacrestia e dell'adiacente cappella sul lato sinistro di questa chiesa. Altre significative testimonianze in città sono nella piccola chiesa dei Santi Filippo e Giacomo presso contrà Riale (oggi inglobata nella Bertoliana), nella chiesa di San Giuliano, nella chiesa di Santa Corona e in San Lorenzo, la chiesa prediletta dai Trissino dal Vello d'Oro.

#### Uomini d'armi
Il coinvolgimento dei Trissino in fatti d'armi di rilevanza storica è stata coerente con l'evolversi della situazione politica ed economica dei tempi, a partire dal leggendario fondatore della dinastia, il greco Achille figlio di Alcasto, che sarebbe venuto in Italia proprio per combattere nella guerra gotica (sec VI) al seguito del generale Belisario.
I primi Trissino la cui presenza in episodi bellici è storicamente accertata si ritrovano al tempo delle guerre tra Guelfi e Ghibellini, che tra il XII e il XIV secolo hanno caratterizzato la storia di molti Comuni italiani nella definizione delle lotte di potere territoriale: diversi personaggi di casa Trissino, a partire dai fratelli Miglioranza e Paninsacco e gran parte dei loro figli e nipoti, vi hanno preso parte in maniera attiva soprattutto per affermare e mantenere il proprio potere a Vicenza e nei loro territori di riferimento, nei confronti sia delle nascenti autorità locali, sia delle altre famiglie signorili.
Nel XV secolo, grazie al periodo di pace e ripresa economica succedutosi al ridimensionamento delle mire dei duchi di Milano e all'ingresso di Vicenza nella Repubblica di Venezia (1404), i Trissino si sono occupati più dello sviluppo delle attività produttive nei loro territori che di guerreggiare.
Di questo periodo ricordiamo quel Gian Giorgio che riconquistò il proprio feudo nella valle di Trissino, invaso da Niccolò Piccinino per conto dei Visconti, e suo figlio Gaspare (1448-1487), anch'esso uomo d'armi e colonnello al servizio della Serenissima Repubblica. Essi erano rispettivamente il nonno e il padre del letterato Gian Giorgio Trissino dal Vello d'Oro.
Nel XVI secolo ritroviamo la vicenda di Leonardo Trissino (1467-1511), figlio di Bartolomeo, che, fuggendo da Vicenza perché incolpato di un omicidio, venne a contatto con la corte dell'imperatore Massimiliano I, in nome del quale, nell'ambito delle manovre militari legate alle vicende della Lega di Cambrai, con una piccola armata personale nel 1509 occupò Schio, Vicenza, Treviso e Padova. Sconfitto con uno stratagemma dall'esercito del doge, la sua avventura si concluse nel giro di pochi mesi e morì in carcere a Venezia.
Significativa fu invece la partecipazione alla battaglia di Lepanto di Giacomo Trissino (1541-1571) figlio di Conte, al comando di una delle due galee sovvenzionate dalla città di Vicenza, L'Uomo Marino: le navi venete furono le prime dello schieramento cristiano ad avventarsi sulla flotta turca, dando subito a quell'epica battaglia la direzione che tutti conosciamo e nella quale Giacomo, come tanti altri Veneziani, sacrificò la propria vita.
È nel corso della Guerra degli ottant'anni (secoli XVI-XVII) che si rivedono diversi Trissino, soprattutto figli cadetti, tra i capitani di ventura al servizio dell'Imperatore cattolico contro i ribelli protestanti delle Province Unite olandesi.
Il primo che ricordiamo è Marcantonio Trissino dal Vello d'Oro (1564-1604) figlio secondogenito di Ciro, bandito da Vicenza per aver accoltellato nel 1583 Giulio Cesare Trissino, il presunto omicida del padre. Tale episodio si inserisce nella faida generatasi tra alcuni rami della famiglia dopo che Gian Giorgio Trissino nominò erede universale il figlio di secondo letto, Ciro, a scapito del primogenito, l'arciprete Giulio. Per le sue capacità Marcantonio venne nominato Consigliere militare e Soprintendente alle fortezze delle Fiandre dal governatore dei Paesi Bassi spagnoli, l'arciduca Alberto VII d'Asburgo. Morì eroicamente il 21 agosto 1604 durante l'assedio di Ostenda.
Anche Attila, secondogenito di Giovan Battista e fratello minore di Galeazzo il committente di Palazzo Trissino al Corso, era al servizio degli Asburgo per i quali combatté aspramente in Belgio nell'ambito dei conflitti per l'indipendenza delle Province Unite, di fede protestante, contro il governo cattolico spagnolo. Morì nel 1606 e la sua salma fu trasportata fino a Vicenza per la sepoltura nella cappella di famiglia.
Infine ricordiamo i fratelli Alessandro e Francesco Trissino, figli di Francesco di Antonio, entrambi capitani nell'esercito asburgico e sepolti nel 1689 nella chiesetta di S. Giacomo a Vicenza.

#### Tra sante e venerabili
Contrariamente alla maggior parte delle famiglie aristocratiche, tra i Trissino non si annoverano grandi uomini di chiesa, mentre si possono citare alcune donne, fatto singolare in una potente dinastia lunga oltre un millennio. E, altro fatto curioso, tutto ruota attorno alla piccola chiesa dei Santi Filippo e Giacomo a Vicenza.
Infatti tra i maschi, oltre a Giulio (1504 – 1576), primogenito di Gian Giorgio umanista e letterato che divenne arciprete della cattedrale di Vicenza, possiamo ricordare solo alcuni Padri Somaschi che si sono succeduti nella gestione di quella chiesa dopo che, a partire dal 1603, a tale ordine venne affidata. Tra di essi si distingue il nobile Gaspare Trissino (sec XVI-XVII), figlio del conte Ulieno e di Ottavia Trento. Prese i voti nel 1604 e fu nominato preposito proprio di S. Giacomo. Alla morte della madre, un legato consentì importanti lavori per l'abbellimento della cappella Trissino, la terza a destra, dove si suppone che Ottavia sia poi stata sepolta. Studioso di lettere, Gaspare scrisse un libretto in latino sulla vita di Santa Savina Trissino, tradusse in latino la Sofonisba, tragedia di Gian Giorgio Trissino, e tradusse in italiano il manoscritto Trissinae Familiae Monumentarium. Morì a Trento nel 1630.
Tra le donne, invece, il personaggio da cui partire è una santa la cui leggenda si snoda a cavallo tra III e IV secolo. Savina Trissino era una ricca vedova che si dedicò a opere caritatevoli, soprattutto in favore dei Cristiani che sotto gli imperatori Diocleziano e Massimiano venivano terribilmente perseguitati. Si trovò così a occuparsi di Nabore e Felice, due soldati romani che, avendo abbracciato la nuova fede, vennero decapitati nei pressi di Laus Pompeia (l'attuale Lodi Vecchio) nel 303. Sabina andò a confortarli in carcere e, in seguito, nascose i loro corpi dopo il martirio. La leggenda racconta che, volendo portarli a Milano, Sabina mise i corpi in una botte. Ai gabellieri che la fermarono, Sabina dichiarò che la botte conteneva vino o miele. Controllando, i soldati trovarono miracolosamente tali prodotti e la lasciarono entrare in città, dove il vescovo Materno diede loro degna sepoltura. Santa Savina morì a Milano il 30 gennaio 311 e il suo corpo è conservato nell'omonimo altare all'interno della basilica di Sant'Ambrogio. La Chiesa cattolica la ricorda appunto il 30 gennaio e le sue gesta vennero scritte da Gaspare Trissino, padre somasco, e più recentemente da Francesco Trissino. Le fasi salienti della sua vita sono rappresentate nel fregio affrescato attorno al 1665 da Giulio Carpioni (1613–1678), che decora la Sala della Giunta a Palazzo Trissino, già denominata sala di S. Savina-
Tornando alla chiesa di San Giacomo e Filippo a Vicenza, la tela Apparizione dell'angelo a santa Savina del 1624, attribuita a Marcantonio Maganza, abbellisce la parete sinistra della cappella Trissino. Nella parete destra, invece, è presente l'insieme Le Tre Venerabili di casa Trissino Sulpizia, Febronia e Vittoria, dipinto da Francesco Maffei tra il 1630 e il 1640.
Sulpizia è ritenuta essere la madre dei fratelli Felice e Fortunato, nati a Vicenza e morti ad Aquileia nel 303 nell'ambito delle epurazioni di cristiani dai ranghi dell'esercito imperiale romano. Per questo sono annoverati dalla Chiesa tra i santi e martiri. Il corpo di Felice è conservato nella basilica dei Santi Felice e Fortunato, a Vicenza, mentre quello di Fortunato - dopo una prima sepoltura ad Aquileia, poi a Grado e a Malamocco - nel 1080 sotto il doge Ordelaffo Falier (la cui figlia Anna sposò il nobile Teobaldo Trissino) è stato traslato a Chioggia, città di cui divenne santo patrono.
Febronia, al secolo Elisabetta, era la sorella minore di Gian Giorgio Trissino. Prese i voti e nel 1495 entrò nel monastero di San Pietro a Vicenza. Dal 1518 rifondò insieme alla consorella Domicilla Thiene il monastero di San Silvestro, fondato prima del IX secolo, riportandolo a nuova vita.
Infine, la venerabile Vittoria, al secolo Sigismonda, nel secolo XVI risultava essere all'interno del convento di San Domenico a Vicenza come Terziaria francescana.

#### Lotte familiari
Nel XVI secolo divennero sempre più frequenti gli scontri che coinvolsero i numerosi Trissino presenti a Vicenza, per prevalere sia sulle altre famiglie (una per tutte, i Valmarana), sia sugli altri rami della medesima casata. La questione del potere e delle eredità era importante al punto che la preferenza accordata da Gian Giorgio Trissino dal Vello d'Oro al figlio di secondo letto Ciro rispetto al primogenito Giulio, arciprete della cattedrale di Vicenza, diede luogo a una lunga e dura battaglia tra i familiari di Giovanna Trissino, la prima moglie, e i discendenti del ramo dal Vello d'Oro, con ripercussioni anche drammatiche.
Malgrado l'importante incarico ecclesiastico, Giulio si era avvicinato alle teorie calviniste, mettendo in discussione l'autorità e gli stessi valori del padre Gian Giorgio che, come la maggior parte degli aristocratici del suo tempo, parteggiava per l'Imperatore cattolico. A seguito di un furioso litigio, la sera del 25 gennaio 1533 Giulio, insieme a una decina di suoi amici, fece irruzione nella villa del padre a Cornedo, saccheggiandola e minacciando la matrigna Bianca. Gian Giorgio prese sempre più le distanze dal primogenito e nel suo ultimo testamento del 1549 fece di Ciro il proprio erede universale e, forse anche per evitare possibili ritorsioni del Sant'Uffizio, si allontanò definitivamente dal figlio Giulio, denunciandone apertamente le idee non ortodosse.
Giulio, dopo la causa col padre, trascinò in tribunale anche il fratellastro Ciro, sobillato in questo dagli zii Galeazzo e Giovanni. Diverse suppliche alle autorità esacerbarono il conflitto col padre e, alla morte di questi, con il fratello. Ciro decise perciò di disfarsi del fratellastro, denunciandone formalmente le simpatie riformiste alle autorità: le sentenze del Sant'Uffizio pronunciate negli anni cinquanta condannarono Giulio definitivamente al carcere nel 1573, dove morì nel 1577.
La faida prese corpo nel 1576, quando Giulio Cesare Trissino, nipote di Giovanna (madre di Giulio) organizzò, come punizione per la delazione avverso Giulio, l'assassinio di Ciro: il 4 febbraio degli armati penetrarono nella casa di quest'ultimo, a Cornedo, e lo accoltellarono brutalmente davanti al figlioletto Marcantonio.
Marcantonio Trissino dal Vello d'Oro decise a sua volta, da adulto, di vendicare il padre, anche per rimediare al comportamento delatorio di quest'ultimo non conforme ai dettami dell'onore. Così il venerdì santo del 1583, all'uscita della cattedrale di Vicenza, accoltellò a morte Giulio Cesare, benché protetto dai suoi armigeri. L'anno seguente Marcantonio venne condannato all'esilio: intestò i propri beni al fratello Pompeo e partì nelle file dell'esercito imperiale, distinguendosi nella Guerra delle Fiandre. Morì il 21 agosto 1604 durante l'assedio di Ostenda, curiosamente colpito dal fuoco di quei protestanti, come lo zio Giulio, che la sua famiglia combatteva.
Un'ulteriore ritorsione fu quella di Ranuccio di Cristoforo Trissino, altro avversario dei Trissino dal Vello d'Oro, che nel dicembre del 1588 s'introdusse nella casa di Pompeo, primogenito di Ciro, e accoltellò la moglie, Isabella Bissari, e il figlioletto Marcantonio, nato da poco, uccidendo entrambi. Per questo efferato delitto Ranuccio Trissino venne condannato alla decapitazione.
Più recentemente, il fatto che gli ultimi Trissino da Sandrigo, i fratelli Giustino (morto nel 1706) e Roberto (morto nel 1708), avessero nominato la figlia e nipote Irene (1694–1758) erede universale (quindi portatrice di una dote che comprendeva la villa e i terreni a Sandrigo e Palazzo Civena Trissino in Vicenza), poi andata in sposa a Gaetano Trissino dal Vello d'Oro, fece infuriare il loro lontano cugino Pietro di Anton Maria, che era il maschio genealogicamente più prossimo. Pietro infatti protrasse per decenni una causa contro Irene e la madre Lodovica Garzadori, in quanto non venne rispettato l'antico fedecommesso, costituito sette generazioni prima, che riservava detti beni ai maschi della famiglia.

#### Politica
La maggior parte delle famiglie aristocratiche dell'entroterra veneto nel XVI secolo appoggiavano l'Impero anche nel corso delle vicende legate alla Lega di Cambrai, malgrado che le guerre che ne derivarono avrebbero, con l'invasione dei territori della Serenissima, messo a repentaglio i loro grandi possedimenti rurali. I Trissino non fecero eccezione.
Due vicende lo sintetizzano. La prima è l'avventura di Leonardo Trissino, nato nel 1467 dal conte Bartolomeo, di cui poco si conosce finché non si rifugiò a Trento quando fu accusato di omicidio. Lì conobbe Paolo di Liechtenstein, principe tirolese, che gli consentì di accedere alla corte dell'imperatore Massimiliano I d'Asburgo. Tra i due nacque un'amicizia e nel 1509 Leonardo pensò bene di organizzare una piccola armata personale e invadere la pianura veneta in nome dell'Imperatore, dopo che l'anno precedente a quest'ultimo venne rifiutato il passaggio dai territori della Serenissima per recarsi a Roma e farsi incoronare dal Papa.
Leonardo, forte dei suoi cento soldati e dieci cavalieri, nel giro di poche settimane occupò Schio, Vicenza, Verona e Padova, senza incontrare grande resistenza. Ricevette l'appoggio della nobiltà, ma il popolo mantenne fede a Venezia, tanto che il 16 luglio un contingente veneziano, guidato da Andrea Gritti, tentò di entrare in città simulando una consegna di frumento a favore del popolo affamato e lo stratagemma riuscì. L'avventura ebbe così termine, Leonardo fu imprigionato e nel 1511 morì nelle prigioni veneziane.
Un'altra vicenda riguarda Gian Giorgio Trissino, che sosteneva l'Impero come istituzione ideale, derivante dall'impero romano che lui ammirava, ma ciò - dati i tempi - venne interpretato in spirito antiveneziano e, per questo, egli fu temporaneamente esiliato dalla Serenissima. Rientrato in patria, dovette combattere una lunga battaglia giudiziaria per riprendere la titolarità delle decime relative alle sue proprietà rurali. Infatti, approfittando delle guerre e dell'esilio del conte, i contadini ne avevano sospeso i pagamenti, richiedendo poi al tribunale il riconoscimento de jure di quello che era uno stato de facto.
La questione delle decime, che si trascinava da secoli, fu il principale motivo di attrito tra i Trissino e gli abitanti delle comunità della valle, che arrivarono anche all'uccisione di malcapitati riscossori e, più spesso, di renitenti debitori. Sia i contadini sia Gian Giorgio presentarono suppliche a Venezia per sostenere le proprie tesi. Le abilità oratorie del poeta convinsero il doge Andrea Gritti meglio rispetto alla controparte, con la celebre Orazione al Serenissimo Principe di Venezia con cui il Trissino perorava e vinse la propria causa.
Il trascorrere dei secoli successivi vide il modificarsi della struttura sociale europea che portò ad un inasprimento delle relazioni tra aristocratici e popolo, talvolta anche con manifestazioni violente. Alla caduta della Serenissima nel 1797 (per l'ingresso delle truppe napoleoniche in Italia) le insegne dei Trissino presenti sulle case e nelle chiese di Valdagno vennero quasi tutte rimosse e fu addirittura asportata dalla chiesa di San Clemente l'antica arca del Quattrocento in cui era sepolto Nicolò Trissino il Grande: il materiale di risulta fu utilizzato per innalzare in piazza l'albero della libertà, principale simbolo di riscatto del cosiddetto terzo Stato contro l'aristocrazia durante la Rivoluzione francese. Inoltre, nel 1848 venne addirittura staccato lo stemma dei Trissino dall'arco della loro cappella di famiglia in San Clemente, in quanto, riportando l'aquila imperiale bicipite, ricordava troppo quello dell'odiato nemico asburgico.
Con l'assestamento politico successivo al periodo napoleonico, i territori vicentini rientrarono nel Regno Lombardo-Veneto, retto dagli Asburgo: i quattro rami della famiglia Trissino ancora esistenti ottennero la conferma dei propri titoli nobiliari dal governo imperiale austriaco con Sovrana Risoluzione del 1820. In seguito, dopo l'annessione del Veneto al Regno d'Italia (1866), vennero riconosciuti i titoli nobiliari degli Stati preunitari e anche i Trissino figurano nelle elencazioni più diffuse.

### Storia recente

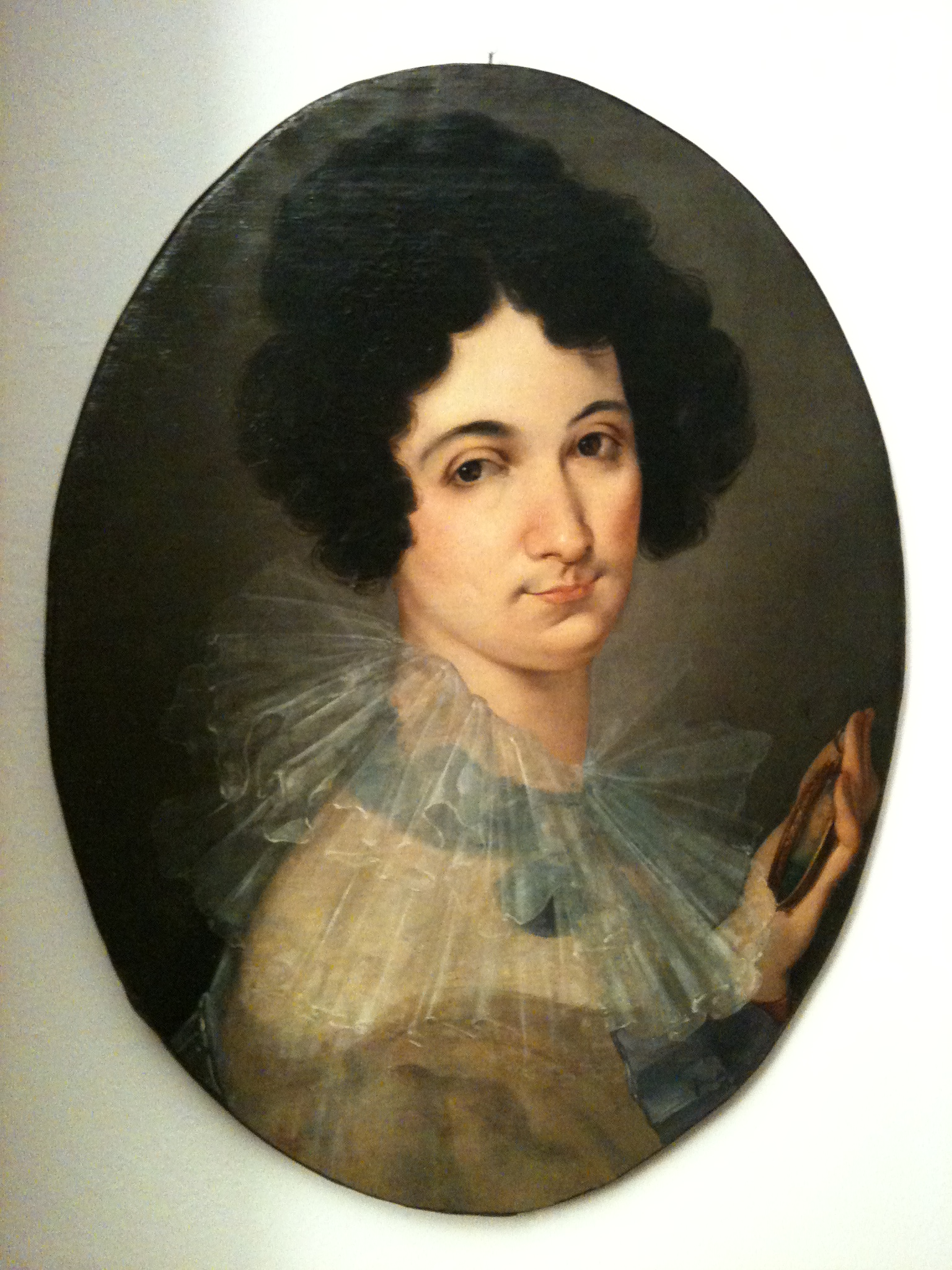
Teresa Brignole Trissino dal Vello d'Oro (1798-1824).

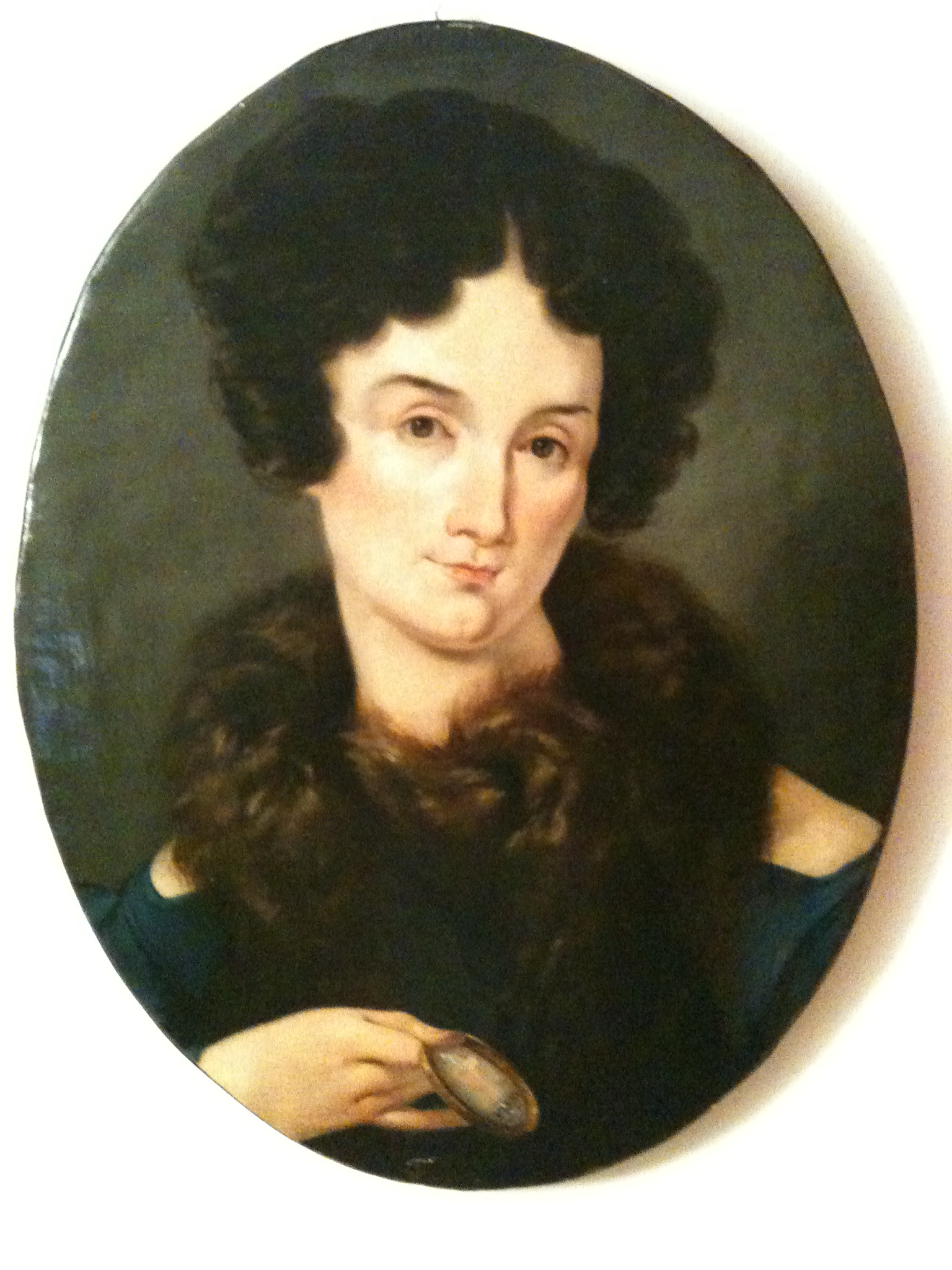
Angiola Brignole Trissino dal Vello d'Oro (1802-1830).

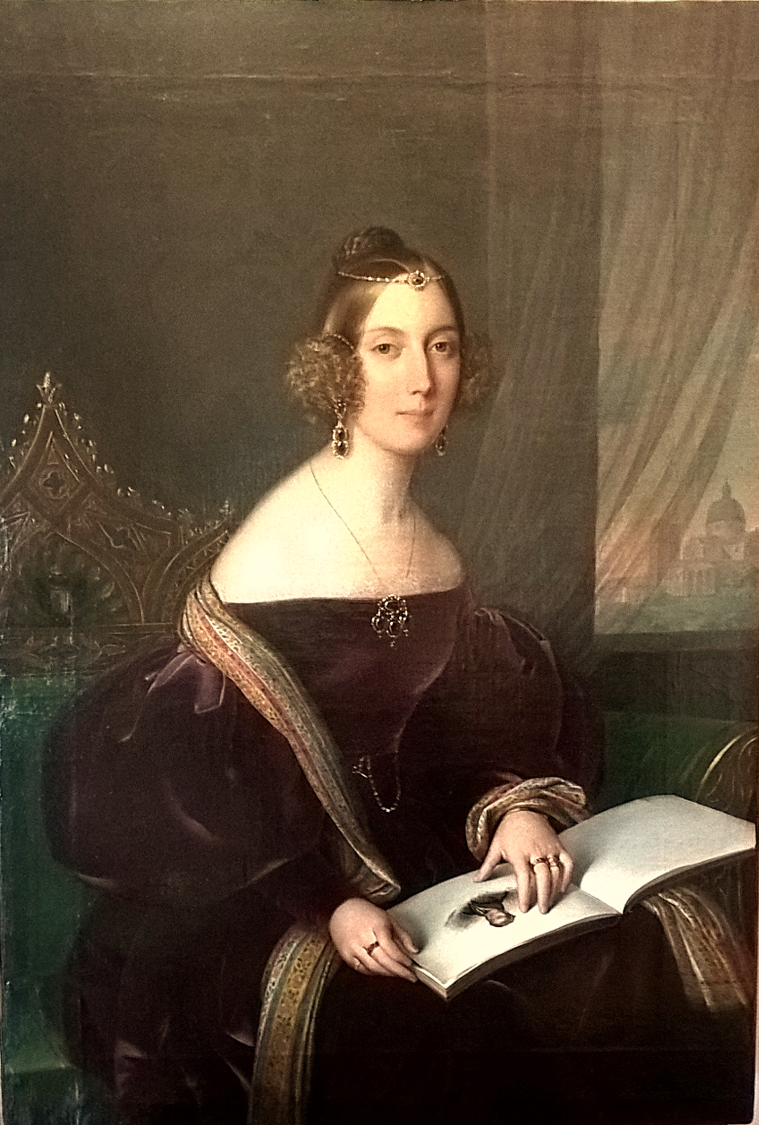
Ritratto di Marianna d'Ambra Trissino dal Vello d'Oro (1812-1836) eseguito da Giovanni Busato (1806-1886) nel 1836.

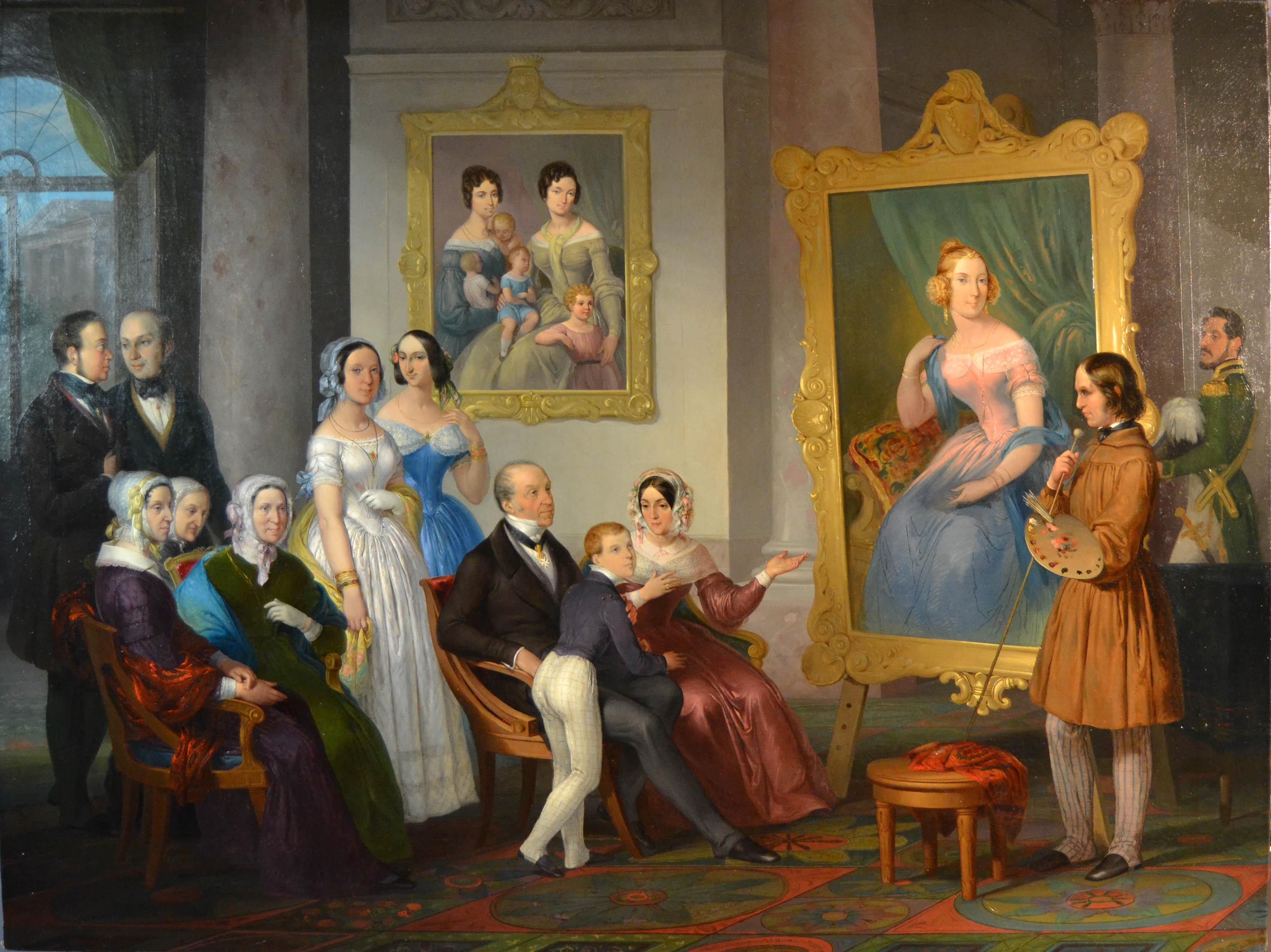
Presentazione del ritratto di Marianna d'Ambra alla famiglia del consorte, Gian Giorgio Trissino dal Vello d'Oro, opera di Giovanni Busato.

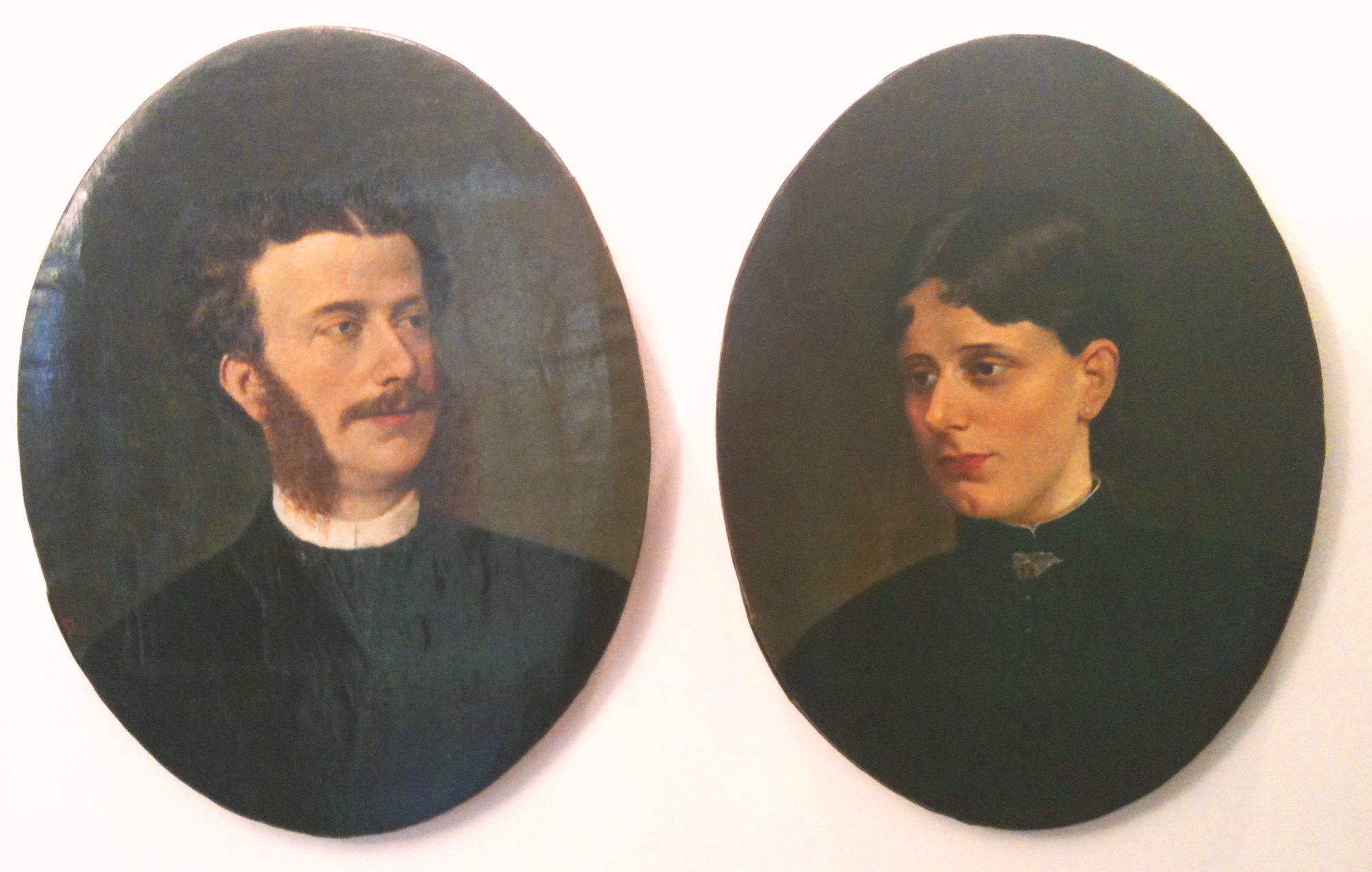
Ritratti di Gian Giorgio Trissino dal Vello d'Oro (1835-1910) e della consorte Elena di Thiene (1846-1917) eseguiti da Vittorio Pittaco.

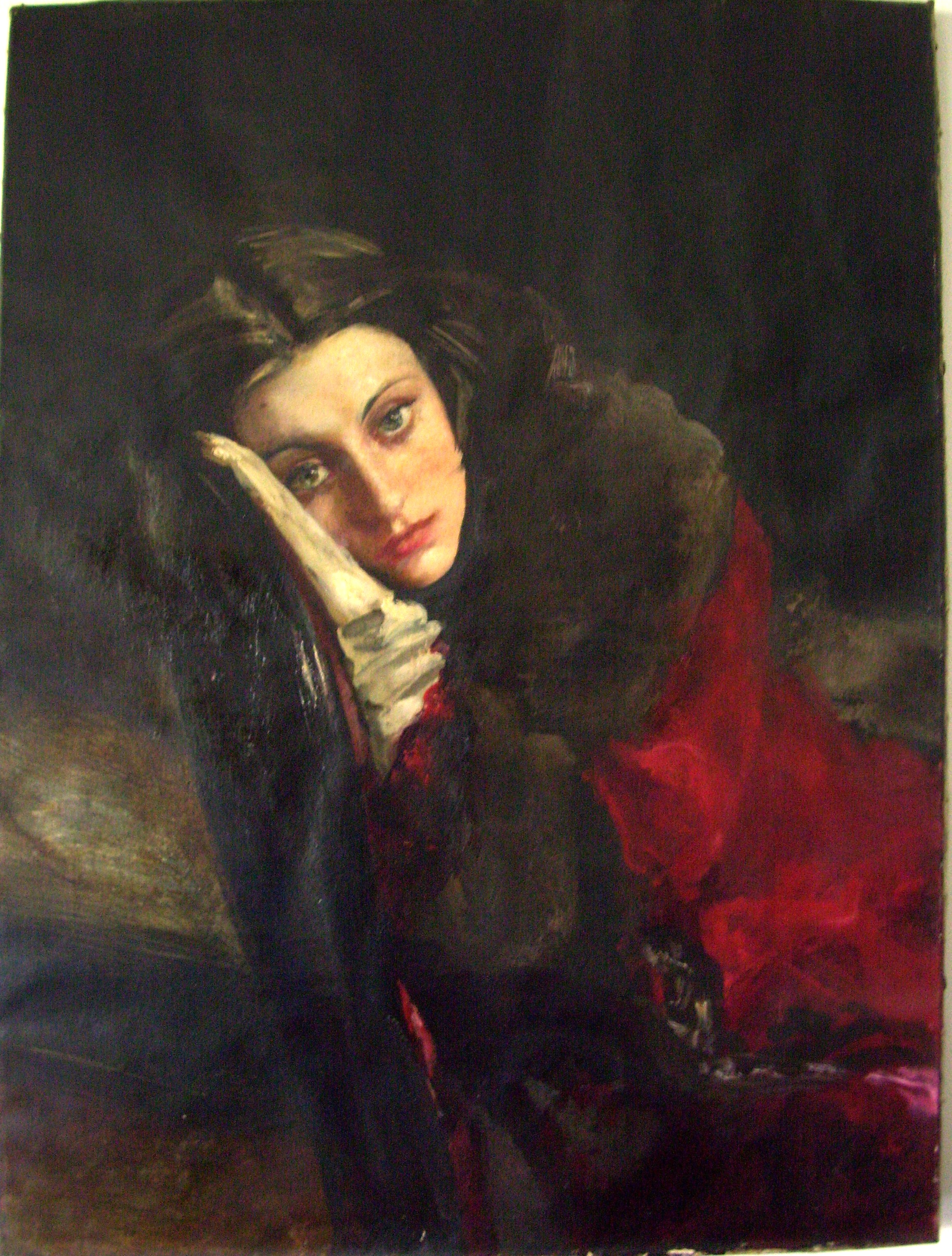
Ritratto di una giovane Luisa Marzotto (1911-1985), dipinto da Guido Tallone, Milano 1927

Dei tanti rami della famiglia Trissino, solo quattro raggiunsero il XIX secolo; unicamente i Trissino Paninsacco e i Trissino dal Vello d'Oro arrivarono al secolo successivo e sono ancor oggi fiorenti.
Al ramo dei Trissino dal Vello d'Oro è legata la vicenda di Gian Giorgio (Vicenza 17 ottobre 1772 – Firenze 6 febbraio 1855), figlio del conte Teodoro (morto nel 1806) e di Elena Porto Barbaran (morta nel 1805), discendente in linea diretta del poeta omonimo, resa drammaticamente triste per gli avvenimenti familiari legati ai suoi matrimoni e ai tentativi di dare un erede alla casata.
Come ci ricordano le rime di Giuseppe Bombardini, il 23 marzo 1822, in età già matura, egli sposò dapprima la genovese Teresa (1798 – 1824), figlia del marchese Francesco Brignole (morto il 31 dicembre 1828) e di Maddalena Pareto (morta nel 1808), che gli diede una figlia femmina (Elena, morta poco dopo la nascita) e poi un maschio (Teodoro), morto a due anni di età, nel 1825, quando la madre dei piccoli era già morta di tubercolosi.
Così, il 26 settembre 1827 il conte si risposò con la sorella minore di Teresa, Angiola (1802 – 1830), che però ebbe ugual sorte: partorì una femmina, che visse pochi giorni, e poi un maschio, che sopravvisse pochi istanti dopo la morte della madre per le conseguenze del parto, il giorno 8 gennaio 1830.
Il volume di Niccolò Gervasoni Giurisprudenza dell'eccellentissimo Regio Senato di Genova riporta la singolare disputa legale in cui restò coinvolto il conte Gian Giorgio Trissino alla morte del suocero, riguardo alla destinazione delle sostanze di quest'ultimo tra i propri eredi e i creditori. Il conte Trissino vantava dei crediti per la non completa corresponsione della dote accordata per ciascuna delle due mogli e partecipava pure all'eredità, in quanto entrambe le donne gli diedero un figlio maschio, sebbene vissuto per pochi mesi il primo e qualche minuto il secondo.
La disputa sorse a seguito del succedersi degli eventi, tra quando il marchese Francesco Brignole venne dichiarato fallito (sentenza del Tribunale del Commercio di Genova del 4 marzo 1825), la sua morte (31 dicembre 1828) e quella delle sue due figlie (1824 e 1830); a monte di tutto vi era il testamento del 14 agosto 1790 del padre di Francesco, il marchese Giovan Battista, in cui era stato definito per i discendenti di Francesco un fedecommesso che riservava, com'era nell'uso del tempo, un trattamento di ampio favore ai maschi e una cifra fissa alle femmine.
Pertanto, nella vicenda diveniva fondamentale accertare se anche il figlio di Angiola fosse sopravvissuto effettivamente alla madre, acquisendo diritti ereditari da lei per poi trasmetterli al padre. Il tutto nel complicato intreccio delle diverse legislazioni applicabili: quella genovese (residenza della famiglia Brignole), quella milanese (luogo delle attività di Francesco Brignole), quella veneta (dove le marchesine Brignole e i loro figli erano venuti a mancare).
Finalmente, la sentenza del 22 giugno 1838 definì le quote spettanti ai vari parenti e i criteri di prelazione tra loro e rispetto ai creditori di Francesco Brignole.
Successivamente Gian Giorgio convolò nuovamente a nozze con Marianna dei marchesi d'Ambra, nata a Firenze nel 1812. Il 10 settembre 1835 Marianna partorì un figlio maschio, chiamato anch'egli Gian Giorgio (solo Giorgio o Giorgino negli scritti di famiglia), ma la donna venne a mancare sei mesi dopo, il 28 marzo 1836 a Vicenza a causa di un'epidemia di colera. Questa volta però il sacrificio della madre non fu vano: il figlio sopravvisse e la casata continuò.
Il nobiluomo fece ritrarre le sue mogli dal vicentino Giovanni Busato, allora celebre ritrattista e compagno di studi di Francesco Hayez presso l'Accademia di Venezia.
Un quadro di grandi dimensioni, attribuito anch'esso al Busato, rappresenta il pittore che mostra la bozza del ritratto di Marianna alla famiglia Trissino, con Gian Giorgio tra le sorelle e i familiari: sulla parete di fondo del salone di Palazzo Trissino a Ponte Furo è appeso il quadro con i ritratti delle marchesine Brignole, precedenti spose del medesimo Gian Giorgio. Questo dipinto è stato ceduto a inizio 2018 ai Musei Civici Vicenza - grazie all'interessamento dell'allora direttore, prof. Giovanni Carlo Federico Villa -, entrando così a far parte della rinnovata esposizione ottocentesca (opera N°45).
Il dolore per la morte di Marianna Trissino venne ricordato da alcuni poeti dell'epoca, come il vicentino Gaetano Podestà e il genovese Gioacchino Ponta. La Biblioteca Bertoliana di Vicenza conserva alcuni esemplari dei sonetti scritti per commemorare il triste evento.
Un episodio che val la pena ricordare riguarda la partecipazione di Gian Giorgio Trissino dal Vello d'Oro (Vicenza 22 luglio 1877 – Milano 22 dicembre 1963), nipote del precedente, ai giochi della seconda Olimpiade moderna, svoltisi a Parigi nell'estate del 1900, nell'ambito degli sport equestri. Giovane sottotenente del reggimento "Genova Cavalleria", il 31 maggio partecipò alla gara di salto in lungo, aggiudicandosi la medaglia d'argento con la distanza di 5,70 metri.
Il 2 giugno alla gara di salto in alto arrivò quarto col cavallo Mélopo, che si fermò all'altezza di 1,70 metri, mentre vinse, a pari merito con il francese Dominique Gardères, in sella a Oreste con 1,85 metri. Fu quindi il primo italiano a vincere una medaglia d'oro olimpica.
Un altro evento che lo riguarda fu la sua reazione alla concessione del titolo comitale all'industriale Gaetano Marzotto.
Il 25 maggio 1939 il re Vittorio Emanuele III concesse il titolo di conte di Valdagno Castelvecchio a Gaetano Marzotto (1894 – 1972), titolare della celebre industria laniera, per il complesso di istituzioni assistenziali create in Italia e nelle colonie attorno alle fiorenti aziende del gruppo Marzotto, basato appunto a Valdagno.
La soluzione ideata dalla Consulta araldica di attribuire ai Marzotto il predicato "di Valdagno Castelvecchio" per non interferire coi diritti feudali dei Trissino, non fu evidentemente di soddisfazione per Gian Giorgio Trissino, che intrattenne una ferma e risoluta corrispondenza con Gaetano Marzotto e propose ricorso presso la Consulta araldica. In realtà il Marzotto non diede grande importanza a questo riconoscimento, pur essendone certamente gratificato.
In compenso la Consulta araldica non riuscì a dare soddisfazione al Trissino a causa del lento procedere della questione durante la guerra. Essa venne risolta con la XIV disposizione transitoria finale della Costituzione repubblicana, secondo la quale solo i predicati relativi a titoli ottenuti prima del 28 ottobre 1922 vengono mantenuti e riconosciuti come parte integrante del cognome – ciò che evidentemente non si applica ai Marzotto.
Ma la stessa disposizione, non riconoscendo i titoli nobiliari, di fatto non offre tutela legale al riguardo: chiunque potrebbe fregiarsi di un titolo, rischiando eventualmente solo un processo civile per danni da parte dell'eventuale legittimo titolare del titolo stesso. Di fatto nessuno ha più contestato chi, malgrado tutto, chiama "conte" i Marzotto.
Per ironia della sorte Ernesto Trissino dal Vello d'Oro (Milano 1904 – 1971), erede di questo Gian Giorgio, sposò a Milano l'11 ottobre 1932 Luisa Marzotto (Milano 1911 – Rapallo 1985), una discendente del bisnonno di Gaetano Marzotto.
La mancanza di discendenti maschi nella seconda metà del XX secolo ha comportato l'abbinarsi del nome dei Trissino ad altri cognomi per evitarne la completa estinzione. A oggi sono viventi i discendenti dei Trissino dal Vello d'Oro, a Milano e nel comune di Gaiole in Chianti, e dei Trissino del ramo di Paninsacco, a Vicenza e Trissino.
Il corposo lavoro di analisi e riordino compiuto tra il 2008 e il 2012 sugli archivi familiari presenti presso la Biblioteca Civica Bertoliana in Vicenza – ricavati dal deposito del 12 dicembre 1919, effettuato da Gabriella Trissino dal Vello d'Oro, e dalla cessione del 27 gennaio 1932, da parte di Alessandro e Luigi Porto – ha consentito di riscoprire antiche informazioni sepolte nel tempo, mettendo meglio in luce le due principali caratteristiche che si ritrovano frequentemente tra le generazioni dei Trissino: la litigiosità e il profondo sentimento di appartenenza a un ceppo comune. Alla prima si devono ascrivere le numerose storie di liti giudiziarie trascinate per decenni, le alleanze, le lotte e finanche gli assassinii tra i colonnelli, che hanno riempito le pagine dei secoli. Al secondo risalgono gli innumerevoli accordi tra cugini, i matrimoni endogamici opportunamente combinati, l'orgoglio di antenati mitici che si è cercato a volte di enfatizzare, la capacità di riaggregarsi attorno alla famiglia nei momenti più difficili.

### Trissino da Lodi

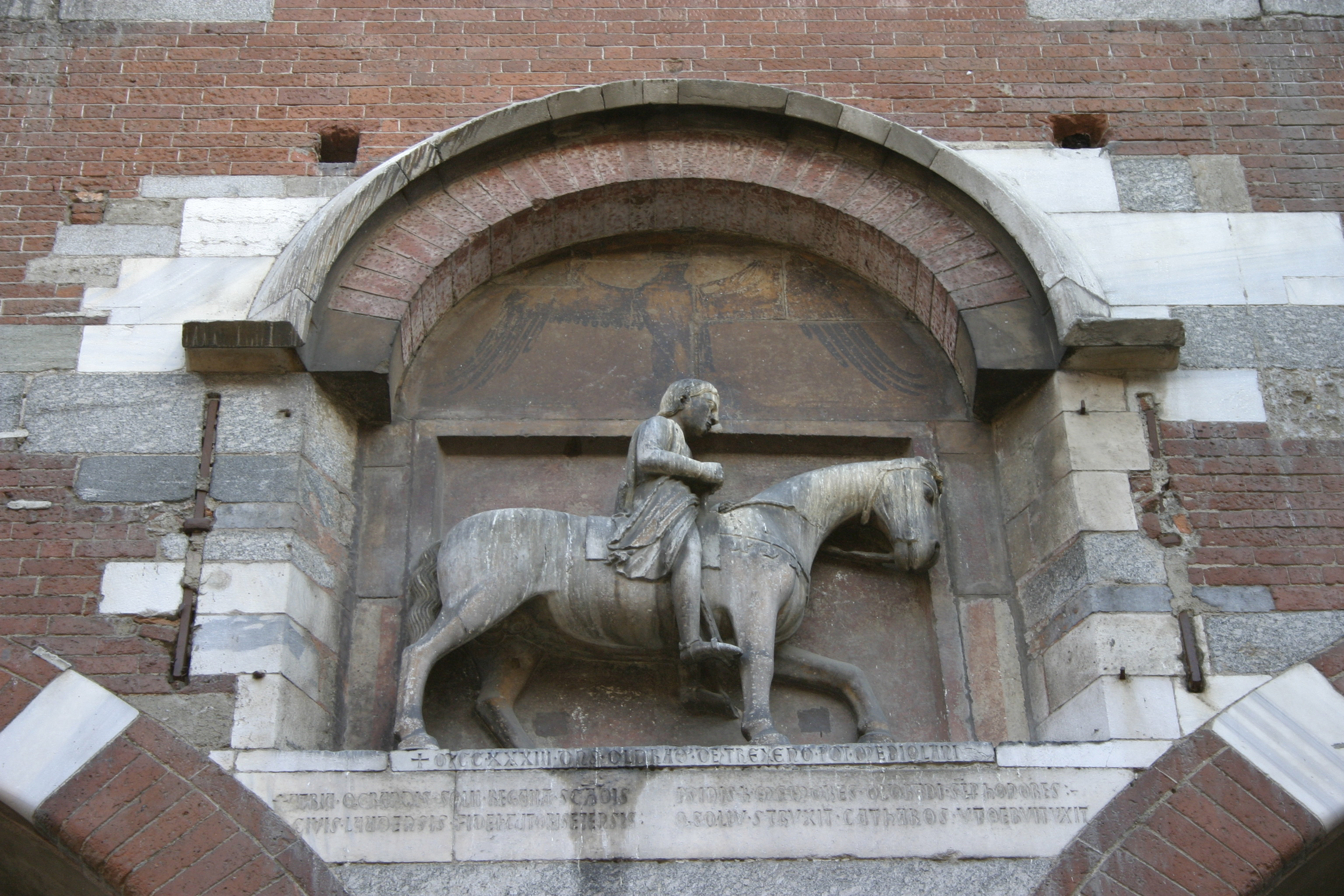
Monumento equestre a Oldrado da Tresseno, Palazzo della Ragione, Milano

Sebbene abbia avuto uno sviluppo storico completamente autonomo, la famiglia Trissino da Lodi ha alcuni significativi punti di contatto coi Trissino vicentini, punti che supportano la tesi della contiguità dinastica. Innanzitutto il particolare cognome, presente solo in queste due famiglie; vengono poi l'identico disegno dello stemma, con barre oblique dentate, la venerazione di Santa Savina Trissino e il ripetersi dei medesimi nomi ricorrenti, come ad esempio Achille e Gian Giorgio, in entrambe le famiglie.
Paolo Beni nel suo Trattato dell'origine et fatti illustri della famiglia Trissina riporta tra i primi Trissino da Lodi un Giovanni (tra i fondatori dell'ospedale di Tavazzano nel 1125), Martino (che assegnò una dote alla costruenda chiesa di San Martino a Lodi nel 1183) e Fanone (che fece completare l'abbellimento della medesima chiesa nel 1202). Il Trattato asserisce che un Martino fu il capostipite di questo ramo della famiglia Trissino, ma senza specificare una precisa relazione di provenienza coi Trissino vicentini. Più recentemente Cesare Cantù ricorda un Eugenio Trissino che, nominato governatore imperiale di Vicenza dopo Nicolò Trissino, uccise il proprio fratello Enrico, "uomo riverito et amato"; il popolo non gradì e con le armi cacciò Eugenio che nel 1054, bandito dalla sua città, riparò a Lodi, dando origine appunto al ramo Trissino da Lodi. I legami di sangue con i Trissino di Vicenza restano attualmente non ancora confermati da documentazione certa.
Il personaggio più noto di questa famiglia fu Oldrado da Tresseno, podestà di Milano nel sec XIII.
Nel 1513 Agostino Trissino da Lodi, sposato con la cremonese Angela de' Sordi, si insediò a Piacenza, dando inizio al ramo emiliano della famiglia Trissino da Lodi, signori di Mirabello e Grintorto e della Bastardina, in Val Tidone. Il 26 aprile 1700 Francesco Farnese, duca di Parma e Piacenza, "eresse in contea i luoghi della Bastardina, Mirabello e Grintorto in Val Tidone in favore dei signori Francesco e Carlo Trissino da Lodi".
Tra gli altri personaggi da ricordare vi sono Carlo Trissino da Lodi (sec XVI-XVII), che "comandò una compagnia di fanti nel Levante contro i Turchi" e Achille Trissino da Lodi, che nel sec XVII fece risistemare il castello della Bastardina nelle forme in cui è visibile attualmente.

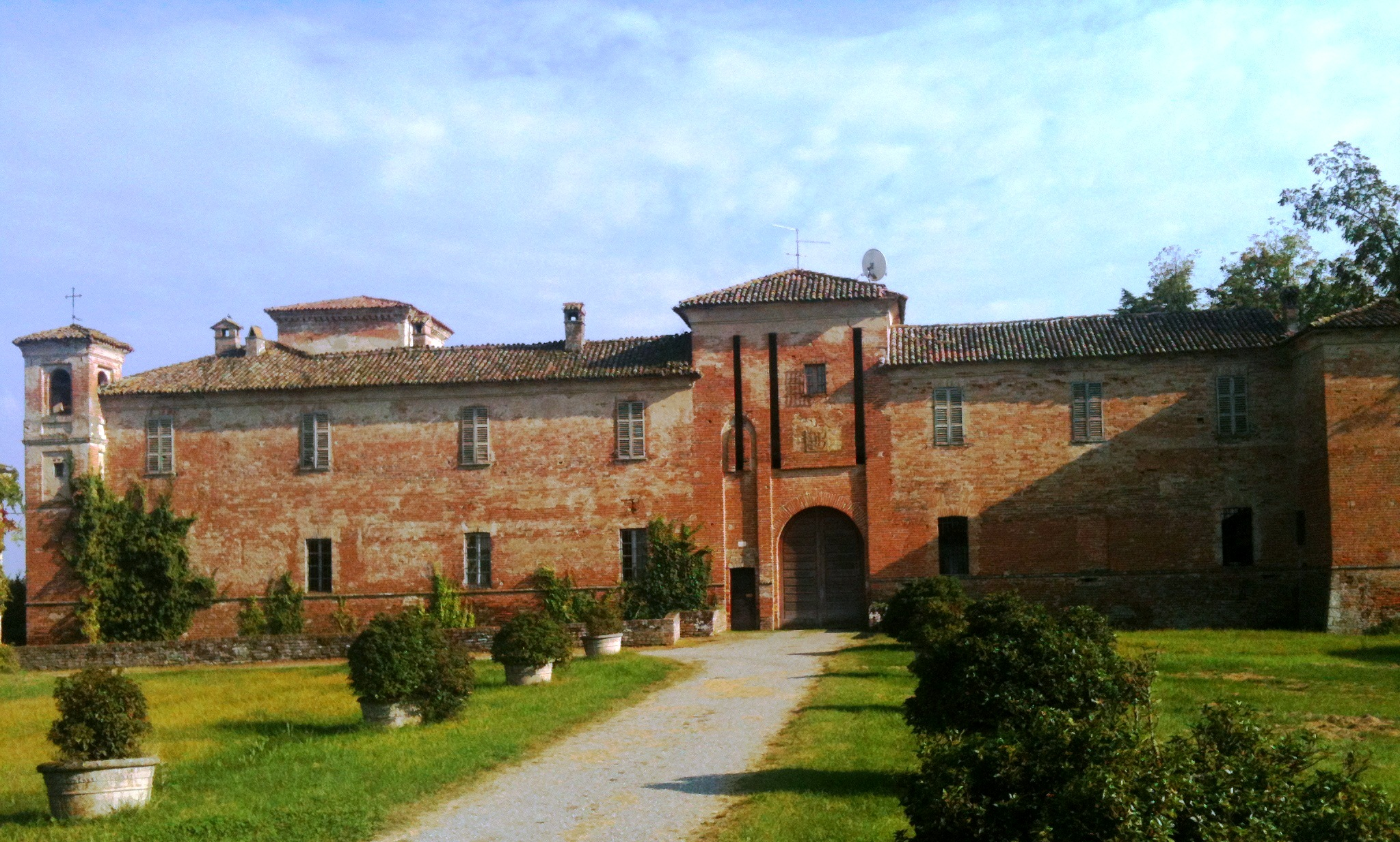
Castello della Bastardina.

Venendo al XX secolo, possiamo citare Clelia Trissino da Lodi, che nel 1905 commissionò a Luigi Ghezzi (1870-1923) il rifacimento in stile paesaggistico del giardino del castello della Bastardina, Prospero Trissino da Lodi, nel secondo dopoguerra membro del collegio sindacale di diverse società quotate alla Borsa valori di Milano, e infine il console e ambasciatore Gian Giorgio Fabri Trissino da Lodi (†24 agosto 1975), Grande Ufficiale dell'Ordine al Merito della Repubblica Italiana, figlio del commendatore e senatore del Regno Carlo Fabri (Piacenza 19 gennaio 1866 – 19 febbraio 1951) e della contessa Clelia Trissino da Lodi (†21 luglio 1977).
Come nel caso dei discendenti dei Trissino vicentini, attualmente il nome sopravvive solo in combinazione con altri cognomi, come nel caso dei Fabri Trissino da Lodi, Mondini Trissino da Lodi e Cattaneo Trissino da Lodi.

## Esponenti di rilievo

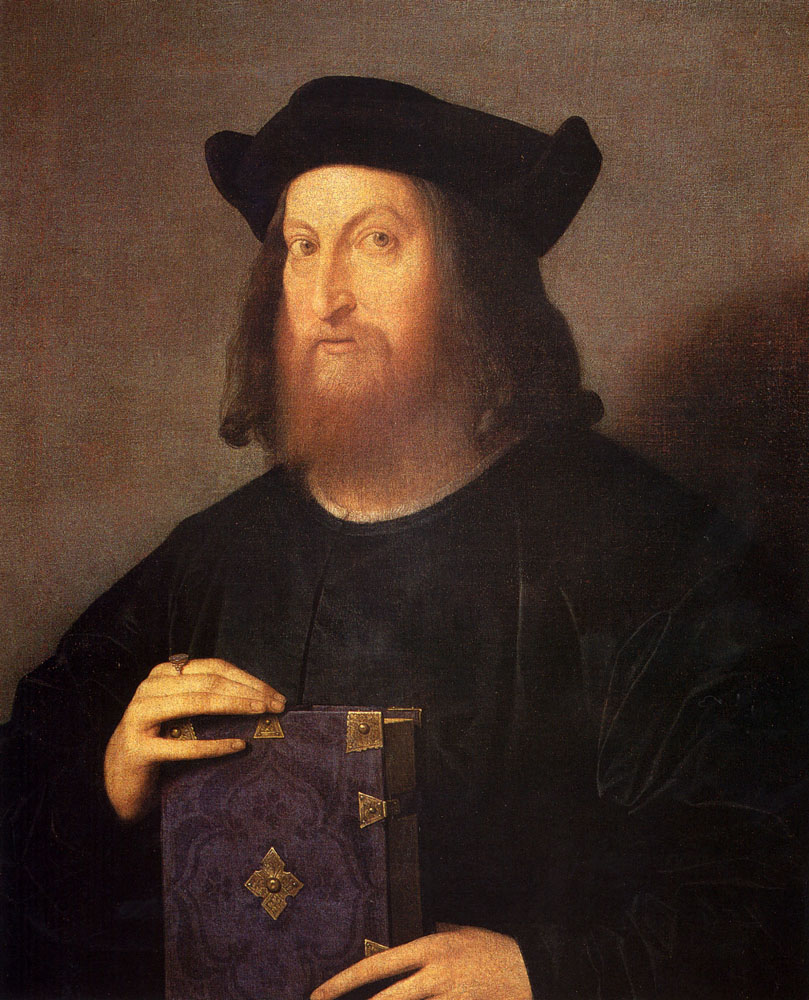
Gian Giorgio Trissino (1478-1550) ritratto da Vincenzo Catena nel 1510.

Il più importante e noto personaggio di casa Trissino è Gian Giorgio Trissino dal Vello d'Oro (Vicenza 1478 - Roma 1550), umanista e diplomatico, ricordato soprattutto per avere scoperto il talento del giovane scalpellino Andrea della Gondola, aiutandolo, con maggior istruzione e con lo studio dei classici, a diventare il celeberrimo architetto Andrea Palladio; e "Palladio" fu il cognome scelto proprio da Gian Giorgio Trissino.
Altri personaggi da ricordare:

### Origini

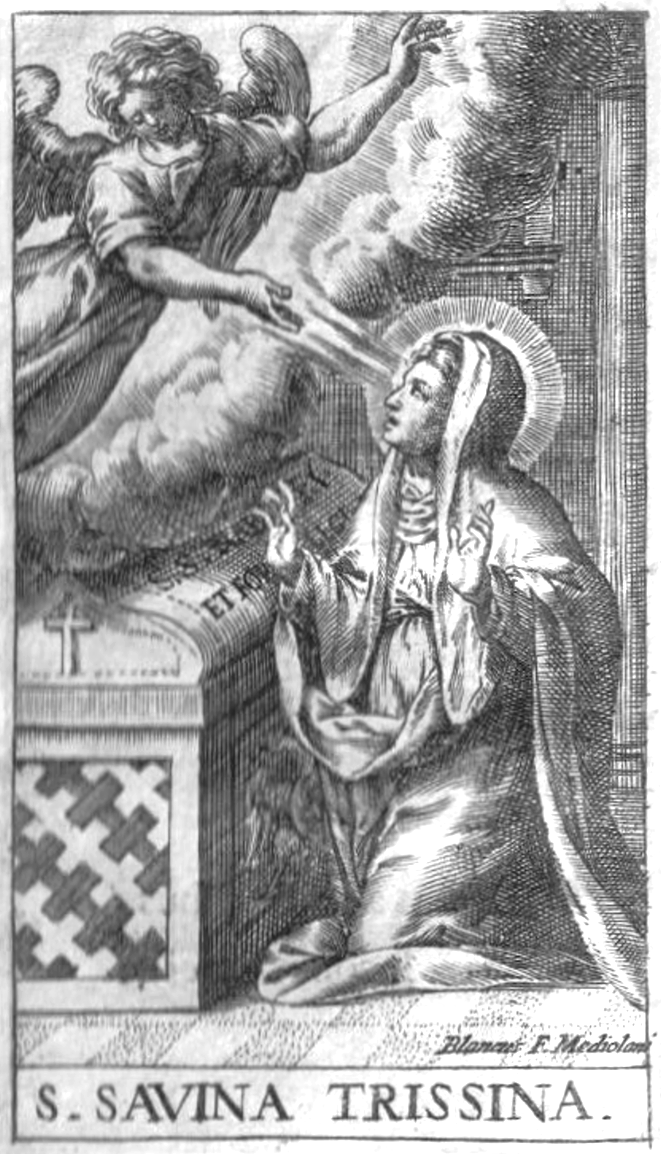
Santa Savina (260 ca.-311).

- Santa Savina Trissino, leggendaria figura vissuta tra il 260 e il 311 d.C., di origine milanese, sposata a un Trissino, ma presto vedova, dedicò gran parte della propria vita a opere di bene. La sua storia[100], legata al martirio di Nabore e Felice (soldati romani rei di essere cristiani), venne raccontata nel 1627 da Gaspare Trissino, padre somasco.[64], e nel 1855 da Francesco Trissino, scrittore[66] La Chiesa cattolica la venera come santa e la ricorda il 30 gennaio, giorno della sua morte. Le sue spoglie sono conservate nella cappella omonima presso la Basilica di Sant'Ambrogio a Milano.
- Nicolò Trissino (sec XI), figlio di Paolo, fu eletto Governatore Imperiale di Vicenza nel 1013, confermato dall'Imperatore Enrico II il Santo con l'autorità di battere moneta con lo stemma della propria famiglia, privilegio successivamente riconfermato anche da Corrado II il Salico.[101]
- Olderico Trissino (sec XII), figlio di Uguccione, è considerato il capostipite storicamente accertato della famiglia Trissino, facendosi a lui risalire tutti i rami conosciuti della famiglia; il suo nome appare in concessioni feudali e racconti di episodi storici documentati.
- Nicolò Trissino detto il Grande (sec XIV), figlio di Pace, nel 1380 fece costruire la chiesa di San Clemente a Valdagno[102] dove poi venne sepolto.[103][104] Una targa marmorea del Quattrocento lo ricorda, mentre l'arca con statua equestre che ne decorava il sepolcro venne distrutta nel reperire il materiale per innalzare l'albero della libertà durante l'occupazione napoleonica.[7]

### Secoli XV e XVI
- Bartolomeo Trissino (sec XIV – XV), figlio di Giovan Giorgio ed Elisabetta Thiene, era tra i nobiluomini presenti all'offerta della città di Vicenza alla Serenissima Repubblica di Venezia il 28 aprile 1404.[105][106]
- Nicolò Trissino (sec XV), figlio di Cristoforo, nel 1427 acquisisce i beni (tra cui il castello che sorgeva al posto di Villa Trissino Marzotto) del ramo Trissino della Pietra, alla morte dell'ultimo discendente, Giacomo, originando così la fortuna economica dei rami Riale e Baston che da lui discendono.
- Leonardo Trissino (1467 – 1511), figlio di Bartolomeo, incolpato di un omicidio fuggì in Germania, dove Massimiliano I d'Asburgo lo nominò vicario imperiale (Governatore) e per il quale occupò nel 1509 Vicenza, Padova e Treviso nell'ambito delle guerre scoppiate in seguito alla Lega di Cambrai. Venne poi fatto prigioniero dall'esercito della Repubblica Veneta. Morì di stenti in prigione a Venezia.[107][108]
- Leonardo Trissino, figlio di Nicolò, a cavallo dei secoli XV e XVI abitò il castello di Trissino (Villa Superiore) che ristrutturò nel 1493 e di cui rimise in sesto la cisterna dell'acqua potabile l'anno seguente, come ricordato dalle iscrizioni apposte sulla facciata meridionale dell'edificio e sul pozzo stesso.[109]

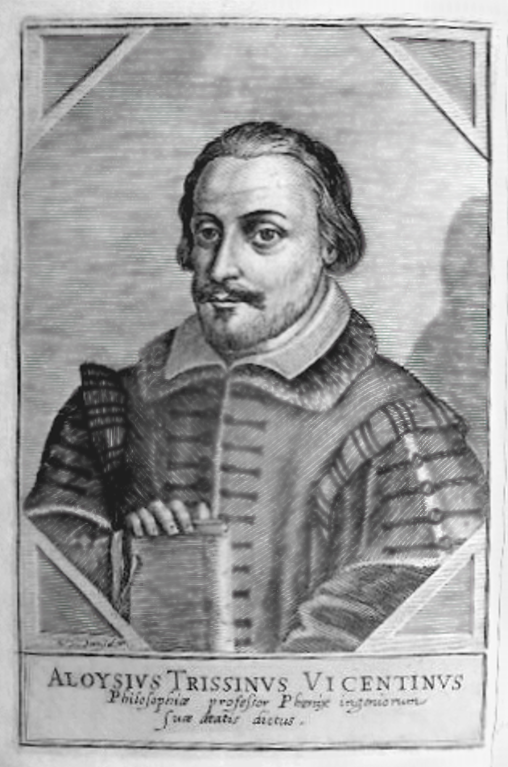
Alvise Trissino (1519-1544).

- Giulio Trissino (1504 – 1577), primo figlio maschio del poeta Gian Giorgio, cagionevole di salute, venne avviato dal padre alla carriera ecclesiastica, visse presso la corte di papa Clemente VII tra il 1523 e il 1525, periodo nel quale maturò grande avversità verso i valori classici del padre e la stessa Chiesa. Dopo che fu nominato arciprete della cattedrale di Vicenza si avvicinò alle teorie della Riforma Protestante e aiutò il cugino Alessandro, calvinista, a riparare fuori dalla città. Combatté aspramente e per lungo tempo il padre e il fratellastro Ciro (1524 – 1576) per l'eredità.[110] Nel 1573 finì sotto indagine da parte della Santa Inquisizione e tre anni più tardi morì, abbandonato dalla famiglia.[111]
- Alvise Trissino (1519 – 1544), figlio di Morando, professore e filosofo, studiò a Ferrara con Giambattista Giraldi Cinzio ed ebbe poi la cattedra di Filosofia Naturale all'Università di Padova. Morì a soli 25 anni a causa della sua vita dissoluta. Prima della sua morte volle che tutti i suoi scritti fossero dati alle fiamme, perciò delle sue opere esistono solo alcune rare edizioni postume (in particolare, il Problematum Medicinalium Ex Sententia Galenii scritto nel 1542, stampato a Padova da Francesco Bolzetta nel 1629 e curato da Pompeo Trissino, volume che riporta un'incisione col ritratto di Alvise Trissino secondo il quadro che nel '600 il padre somasco Gaspare Trissino donò al card. Federico Borromeo e che fu posto nella Pinacoteca Ambrosiana).[112]

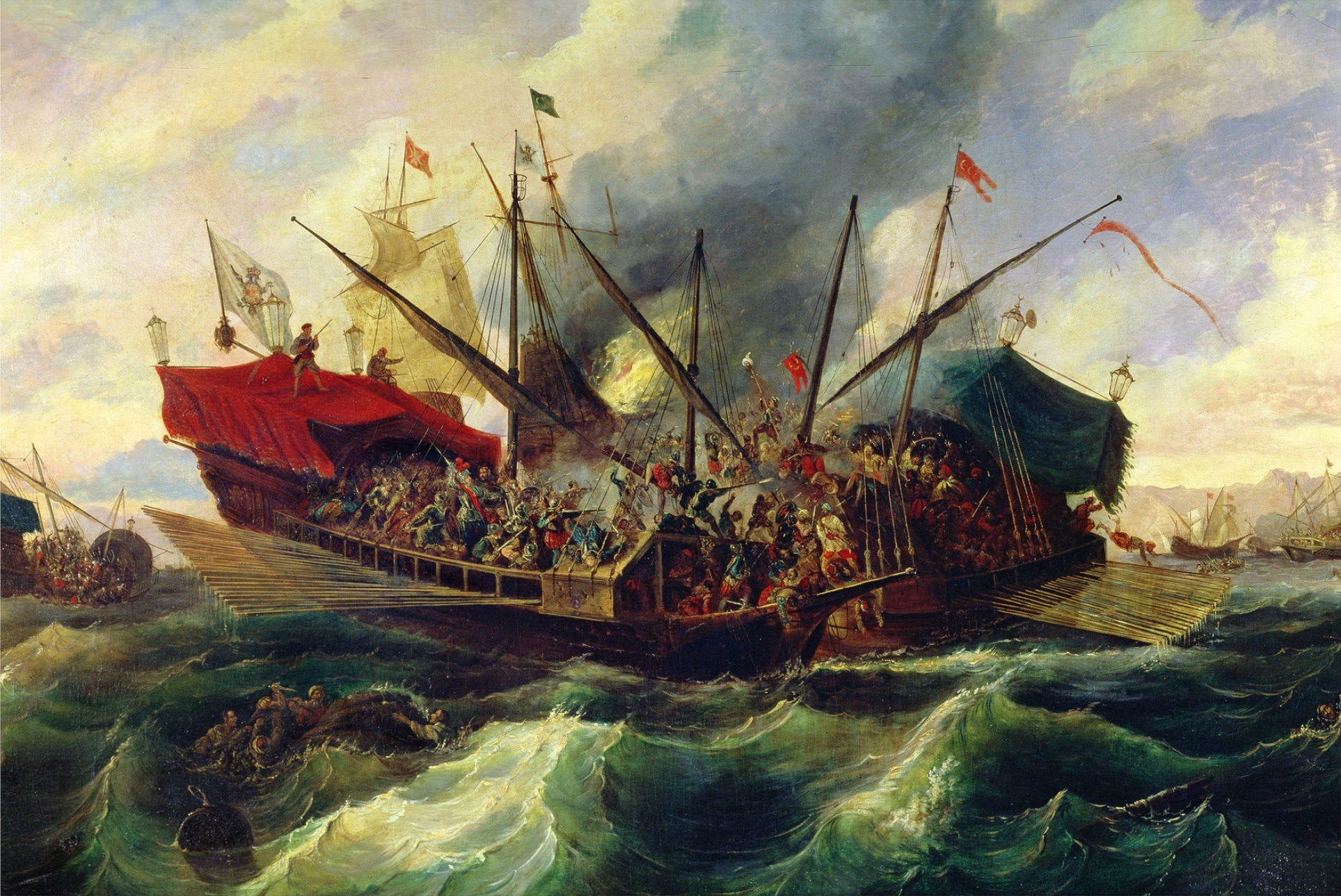
Due galee ingaggiano battaglia a Lepanto (dipinto di Antonio Brugada - XIX secolo).

- Alessandro Trissino (1523 – 1609), figlio di Giovanni, frequentò a Vicenza le lezioni di Fulvio Pellegrino Morato e Francesco Malchiavelli, di forte propaganda anticlericale. Trasferitosi a Padova per studiare legge, si avvicinò a un gruppo di luterani. Con l'amico Giovan Battista Trento intraprese un commercio clandestino di bibbie riformate, scoperto nel 1563. Alessandro venne arrestato e torturato, ma con l'aiuto dell'avvocato Giovanni Domenico Roncalli e del cugino Giulio, primogenito di Gian Giorgio, riuscì a fuggire. Nel 1564 venne condannato in contumacia e una sua effigie bruciò sul rogo a Vicenza. Emigrò a Chiavenna, dove guidò i protestanti locali.[113]
- Giacomo Trissino (1541 – 1571), figlio di Conte, sopracomito (comandante di galea[114]) di una delle due galee inviate dalla città di Vicenza, L'Uomo Marino (l'altra galea, La Torre di Vicenza, era al comando di Ludovico Porto) che per primo[59] si lanciò nella Battaglia di Lepanto (7 ottobre 1571), nel corso della quale morì.[115][116]
- Pompeo Trissino (1548 – 1620), figlio di Ciro e nipote di Gian Giorgio, fu tra i membri dell'Accademia Olimpica di Vicenza (fondata nel 1555), che assegnarono la costruzione del Teatro Olimpico ad Andrea Palladio, lavoro terminato da Vincenzo Scamozzi con le magnifiche scene lignee. Lo ritrae una statua in uno dei tabernacoli inferiori, a sinistra della scena del Teatro Olimpico. Nel 1608 fece elencare su una targa all'interno del Teatro i nomi dei benefattori che ne decisero la costruzione. Nel 1615 fece apporre una targa marmorea nella Chiesa di San Lorenzo a ricordo del nonno Gian Giorgio.
- Marcantonio Trissino (1564 – 1604), figlio di Ciro e fratello minore di Pompeo, nel 1576, dodicenne, assistette impotente all'assassinio del padre nella propria casa di Cornedo, da parte di Giulio Cesare Trissino. Dopo aver intestato i propri beni al fratello maggiore, si vendicò accoltellando Giulio Cesare che usciva dalla cattedrale di Vicenza il venerdì santo del 1583. Messo al bando, divenne un capitano di ventura, l'arciduca Alberto d'Austria lo nominò consigliere e soprintendente alle fortezze delle Fiandre. Morì il 21 agosto 1604 a Ostenda, combattendo per la parte imperiale nella Guerra degli ottant'anni.[61][62]

### Secoli XVII e XVIII
- Pier Francesco Trissino (sec XVI-XVII), figlio di Antonio Niccolò, commissionò a Vincenzo Scamozzi il Palazzo Trissino al Duomo, ora sede di una banca.[117]
- Galeazzo Trissino (1554 – 1614), figlio di Giovan Battista, commissionò a Vincenzo Scamozzi il Palazzo Trissino sul Corso (Palazzo Trissino Baston), ora sede del Municipio.[118]
- Gaspare Trissino (sec XVI-XVII), figlio di Ulieno e Ottavia Trento, somasco dal 1604, fu nominato preposito di S. Giacomo. La madre lasciò un legato per l'abbellimento della cappella Trissino in S. Giacomo, dove si suppone sia stata sepolta.[63] Studioso di lettere, frequentò Milano: la Biblioteca Ambrosiana conserva diverse sue opere. Scrisse un libretto in latino sulla vita di Santa Savina.[64], tradusse in latino la Sofonisba, tragedia di Gian Giorgio Trissino, e tradusse in italiano il Trissinae Familiae Monumentarium. Morì a Trento nel 1630.[65]
- Alessandro e Battista Trissino (sec XVII), padri somaschi dal 1670 e 1674 rispettivamente, il primo fu parroco in S. Giacomo e morì nel 1704.[119]
- Baldovino Trissino (sec XVII-XVIII), figlio di Parmenione e di Francesca Tiziani, somasco dal 1692 col nome di Alessandro, venne associato al Capitolo generale, divenne Vice preposito di S. Giacomo e Rettore dell'Orfanotrofio S. Valentino.[119]
- Cristoforo Trissino Riale (2 gennaio 1672 – 1º luglio 1746), figlio di Antonio, commissionò a Francesco Muttoni la grandiosa Villa Inferiore a Trissino, inaugurata nel 1746 insieme al figlio Ottavio (col quale si estinse la linea dei Trissino Riale).[120]
- Marcantonio Trissino Baston (29 giugno 1673 – 2 giugno 1723), figlio di Leonardo, nel 1693 fece costruire a Trissino l'imponente ingresso al giardino e nel 1717 l'ingresso alla Villa Superiore (arch. Francesco Muttoni).[121] Nel 1718 fece anche realizzare il nuovo altare maggiore della chiesa di Sant'Andrea a Trissino, successivamente posto alla sinistra del transetto.[122]
- Parmenione Trissino (†1782), figlio di Alcasto, sposò nel 1730 Lodovica Trissino dal Vello d'Oro, fu indimenticato direttore della Biblioteca Bertoliana di Vicenza tra il 1744 e il 1779[123] e Maestro Venerabile della loggia massonica vicentina "I Veri Amici"[124], come fu massone il suo amico d'infanzia Carlo Goldoni[125], che gli dedicò la commedia Il giocatore.[126]

### Secolo XIX

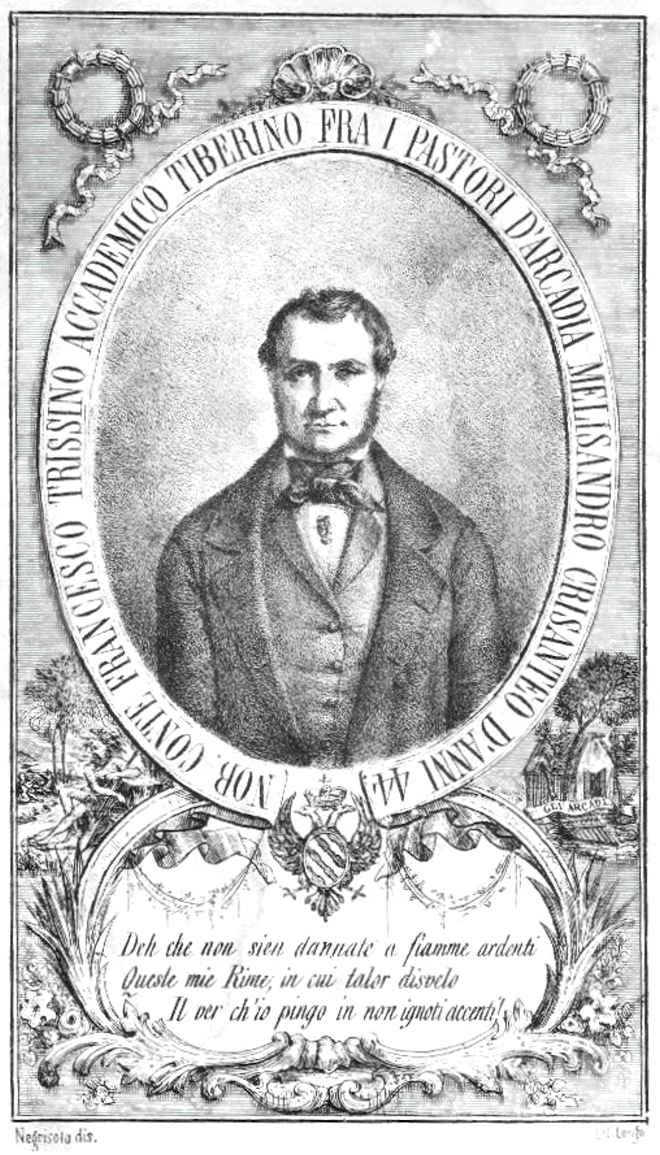
Francesco Trissino (1809-1883).

- Marcantonio Trissino Baston (2 luglio 1739 – 20 dicembre 1826), figlio di Lodovico, sposò la veronese Cecilia dei conti Emilii (1748 – 1807) da cui ebbe Lodovico (1771 – 1814) che sposò Laura Da Porto (†1806), Girolamo (1782 – 1801), Alessandro (†1851), Leonardo (†1841), Francesca († 13 agosto 1839) e infine Sabina, che fece professione monacale in S. Antonio di Verona nel 1795 col nome di Luigia Teresia.[127] Marcantonio acquistò la Villa Inferiore di Trissino dagli eredi dei Trissino Riale. Con l'estinzione anche del ramo Baston, l'intero complesso monumentale delle due ville di Trissino andò agli eredi della figlia Francesca, andata in sposa al conte Ignazio Da Porto[128], i cui discendenti nel 1951 lo cedettero a Giannino Marzotto.
- Alessandro Trissino Baston (11 maggio 1775 – 20 aprile 1851), figlio di Marcantonio, nel 1843 ultimò i restauri della Villa Inferiore a Trissino dopo l'incendio del 1841, dovuto a un fulmine.[129] Cavaliere di Malta e Deputato Provinciale, fu l'ultimo Trissino ad abitare nel Palazzo al Corso in Vicenza, successivamente passato ai Da Porto[128] i quali dapprima affittarono poi cedettero l'edificio al Comune di Vicenza (oggi sede del Municipio).
- Leonardo Trissino Baston (13 novembre 1780 – 12 aprile 1841), figlio di Marcantonio, possedeva una cospicua biblioteca, poi dispersa. Fu amico di Giacomo Leopardi, che gli dedicò nel 1820 la Canzone ad Angelo Mai[130], e di Francesco Leopoldo Cicognara.[131]
- Francesco Trissino Paninsacco (23 marzo 1809 – 24 luglio 1883), figlio di Paninsacco ed Eleonora dei baroni Lottieri, studioso, poeta e accademico, pubblicò nel corso della sua vita diversi libri, tra cui la vita di Santa Savina e apprezzati studi su Dante e la Divina Commedia.[132]

### Secolo XX

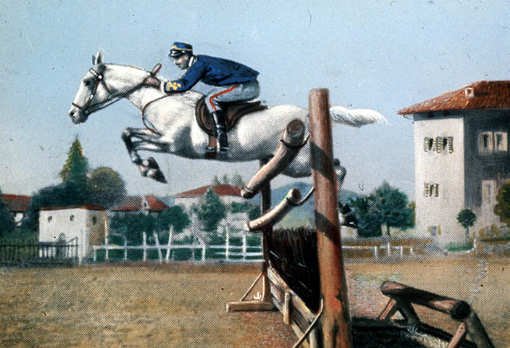
Gian Giorgio Trissino (1877-1963).

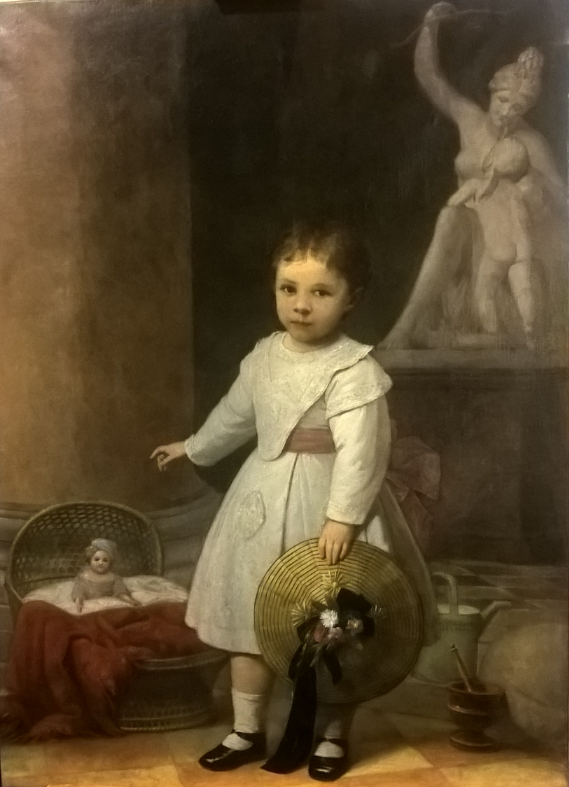
Ritratto infantile di Gabriella Trissino dal Vello d'Oro (1873-1954).

- Gian Giorgio Trissino dal Vello d'Oro (Vicenza 22 luglio 1877 – Milano 22 dicembre 1963), figlio di Gian Giorgio ed Elena dei conti Thiene, discendente e omonimo del poeta, quand'era sottufficiale del Genova Cavalleria e allievo cavaliere del grande Federico Caprilli prese parte alla seconda edizione dei Giochi olimpici moderni a Parigi, dove il 31 maggio vinse la medaglia d'argento nel salto in lungo a cavallo, in sella a Oreste, mentre il 2 giugno 1900 nel salto in alto a cavallo vinse l'oro in sella a Oreste e raggiunse il 4º posto cavalcando Mélopo. Fu il primo italiano a vincere una medaglia d'oro olimpica.
- Gabriella Trissino dal Vello d'Oro (Vicenza 14 gennaio 1873 – 15 marzo 1954), sorella di Gian Giorgio cavallerizzo, nel 1919 cedette in deposito permanente alla Biblioteca Civica Bertoliana di Vicenza il cosiddetto Archivio Trissino, costituito da 265 pacchi di documenti, carte e manoscritti appartenenti alla famiglia a partire dal 1084[133], riordinato e riclassificato - insieme agli archivi Trissino Baston / Porto Barbaran, ceduti alla Bertoliana nel 1932 - grazie a un minuzioso lavoro compiuto tra il 2010 e il 2012.[87]
- Ernesto Albini Trissino dal Vello d'Oro (Milano 26 febbraio 1904 – 20 febbraio 1971), figlio di Gian Giorgio e Gemma Albini, l'11 ottobre 1932 sposa Luisa Marzotto (1911 – 1985) da cui ha due figlie, Paola ed Elena. Laureatosi presto in chimica al Politecnico di Milano, prende parte agli esordi delle attività petrolifere in Libia per breve tempo, ma nel 1930 rientra a Milano dove lavora come commercialista. Nominato revisore ufficiale dei conti con decreto del Ministero di Grazia e Giustizia del 10 aprile 1943[134], fu segretario generale dell'Associazione Nazionale Tributaristi Italiani dal 1952 al 1969.[135]
- Paola Albini Trissino dal Vello d'Oro (Milano 21 febbraio 1940), figlia primogenita di Ernesto e Luisa Marzotto, si laurea in architettura a Losanna nel 1962 e nello stesso anno sposa Franco Bottalo. Il suo maggiore lavoro è la realizzazione del Villaggio del Bridge, a San Nicola Arcella, aperto nel 1985, del quale ha curato l'arredamento. Successivamente si è occupata del miglioramento delle condizioni ambientali e paesaggistiche dei comuni calabresi della Riviera dei Cedri e nell'agosto del 2014 è stata la prima donna nominata presidente dell'Associazione Amici di San Nicola Arcella[136]. In questa veste ha supportato diverse iniziative locali, tra cui: ha promosso la spiaggia dell'Arcomagno tra “I luoghi del cuore” del FAI (area posta successivamente sotto tutela ambientale grazie anche ai suoi interventi presso Italia Nostra), ha costituito una borsa di studio legata all'analisi dei fenomeni d'inquinamento marino e ha lanciato il progetto “Usciamo dal guscio”, per incentivare i ragazzi delle medie e dei licei locali a prendere coscienza del valore e della bellezza del loro territorio[137][138].
- Elena Albini Trissino dal Vello d'Oro (Milano 9 marzo 1944 – Vertine, Gaiole in Chianti 24 agosto 2019), figlia secondogenita di Ernesto e Luisa Marzotto. Dopo alcune esperienze che l'hanno portata a viaggiare tra l'India e l'Africa settentrionale, ha sposato il musicista Gabin Dabiré, insieme al quale si è occupata della diffusione in Italia della musica e della cultura dei Paesi orientali ed africani. Artista lei stessa e amante della natura, dopo la fotografia si è avvicinata alla pittura e alla scultura, alla ricerca dell’interazione fra la natura e l'essere umano. Per i suoi quadri ha sperimentato nel tempo i materiali più diversi, utilizzando sabbia, terra, polvere metallica o di marmo, ma anche corda, stoffe e legno. Le sue sculture più note sono realizzate con grandi vecchi tronchi di castagno stagionato, ornati di fogli metallici, sabbia e cristalli; la più celebre tra queste è detta “Il Bosco Sacro”[139]. Ha utilizzato  anche la pietra, come il peperino e diverse varietà di marmo, frammenti di specchi, il vetro e il bronzo per piccole sculture. Ha realizzato una collezione strutture sonore di ferro battuto che, mosse dal vento, producono delicate melodie. Alla fine della sua avventura artistica si è riavvicinata alla fotografia e all’arte multimediale con video e installazioni sonore e visive. I suoi lavori hanno partecipato a diverse esposizioni, soprattutto in Toscana[140][141][142].

## Stemma

Stemma della famiglia Trissino

Lo stemma della famiglia Trissino è composto di tre bande parallele doppio merlate, di colore oro su fondo verde. Lo stemma è posto al petto dell'aquila imperiale bicipite nera, rostrata e membrata d'oro, armata e linguata di rosso. A volte lo stemma porta la corona comitale a nove perle visibili, spesso mancante nelle rappresentazioni grafiche, mentre l'aquila sorregge la corona del Sacro Romano Impero. Presso la Biblioteca Civica Bertoliana di Vicenza sono custoditi nove stemmari manoscritti, databili tra il XVII secolo e l'inizio del Novecento: il volume di Valentino Dall'Acqua riporta lo stemma Trissino bordato d'argento, versione attribuita al ramo cadetto Trissino di Paninsacco. In una delle lastre tombali presenti nel pavimento della chiesa dei Santi Filippo e Giacomo a Vicenza - ora sconsacrata e annessa alla Biblioteca Bertoliana -, è riportato lo stemma a intarsio di marmi colorati verdi e gialli, posizionato al centro del petto dell'aquila bicipite incisa in nero nella lapide.

Stemma della famiglia Trissino dal Vello d'Oro

Lo stemma concesso dall'imperatore Massimiliano I a Gian Giorgio Trissino dal Vello d'Oro nel 1515 rispecchia nella parte destra l'appellativo "dal Vello d'Oro" (aurei velleris insigna quae gestare possis et valeas), riportando sul fondo, che per alcuni è d'azzurro mentre secondo altri è dorato, un albero al naturale con fusto biforcato sul quale è posto un vello in oro, il tronco accollato da un serpente d'argento e tra il fogliame un nastro d'argento svolazzante, caricato del motto "ΠAN TO ZHTOYMENON AΛΩTON" in lettere maiuscole greche nere, preso dai versi 110 e 111 dell'Edipo re di Sofocle che significa "chi cerca trova". Nella parte sinistra su fondo verde vi sono le tre bande d'oro doppio merlate, ciascuna di soli tre pezzi. L'aquila bicipite e le corone sono le medesime dello stemma Trissino.

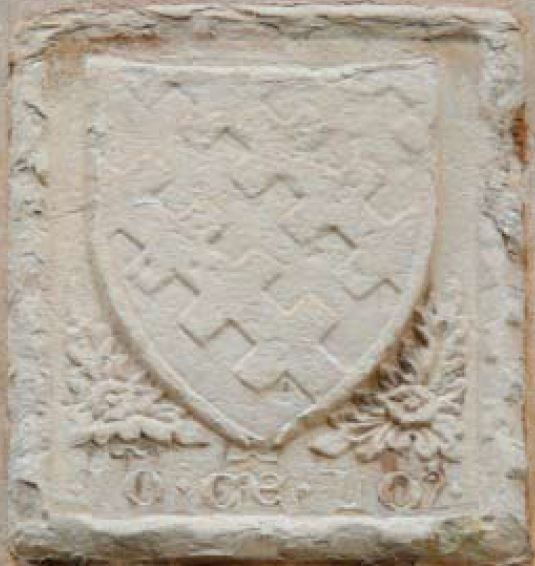
Antico stemma in pietra situato tra le finestre del primo piano di Casa Trissino, in corso Italia 35 a Valdagno (sec. XIII).
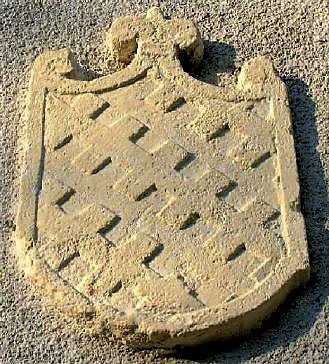
Stemma in pietra presente sulla facciata di Villa Trissino in località Tezzon, tra Cornedo e Castelgomberto (sec. XVI).
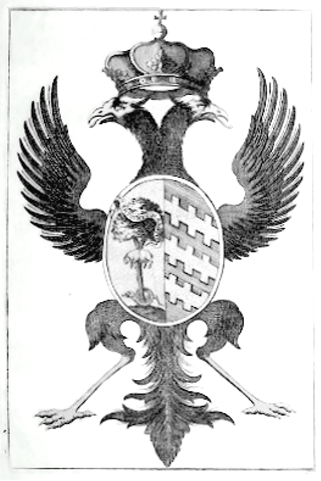
Stemma concesso a Giangiorgio Trissino dal Vello d'Oro nel 1515 (dalla monografia dedicatagli da P.F. Castelli nel 1753).
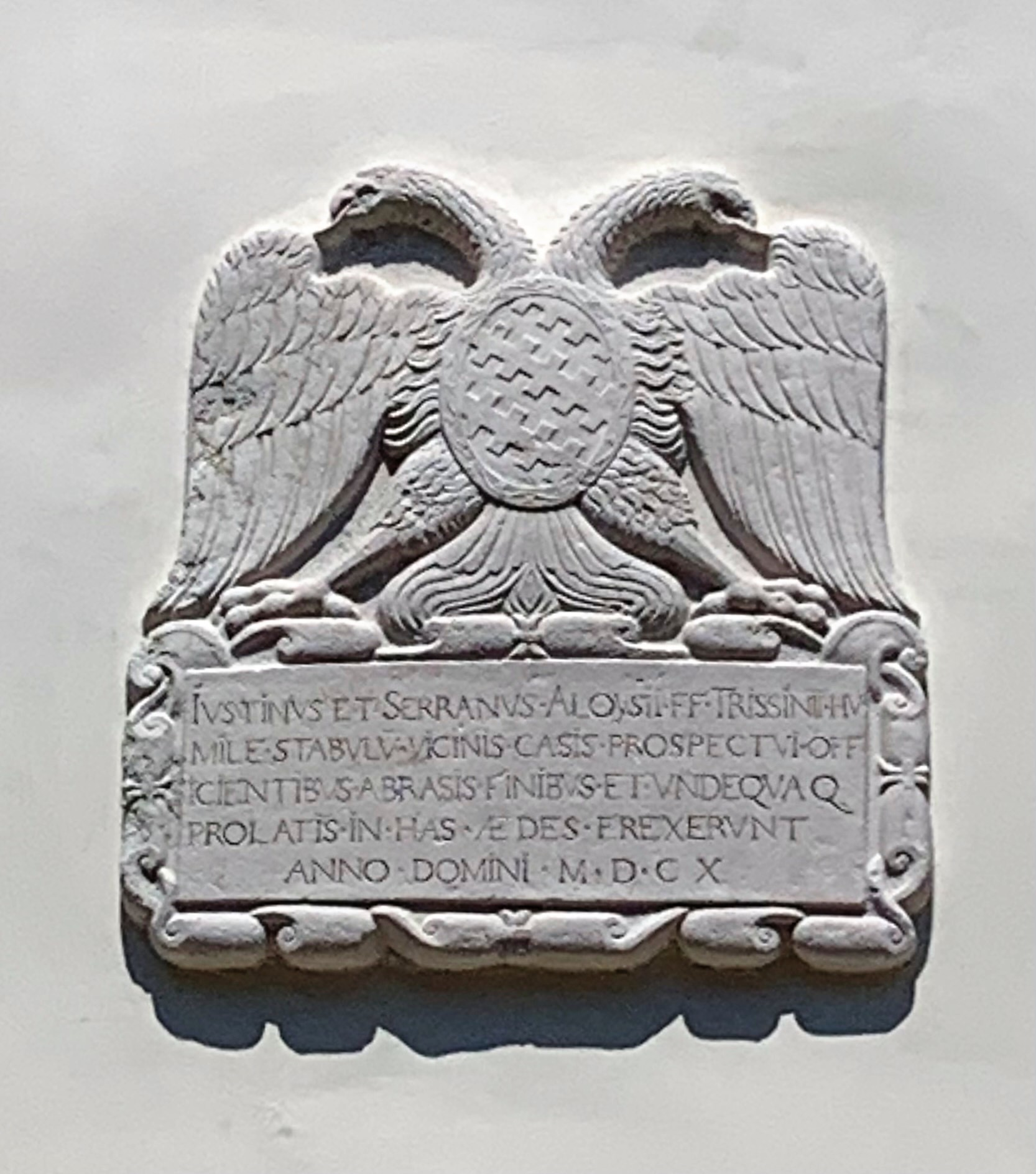
Targa in pietra del 1610 riportante lo stemma della famiglia Trissino posta all'ingresso di Villa Trissino a Sandrigo (VI).
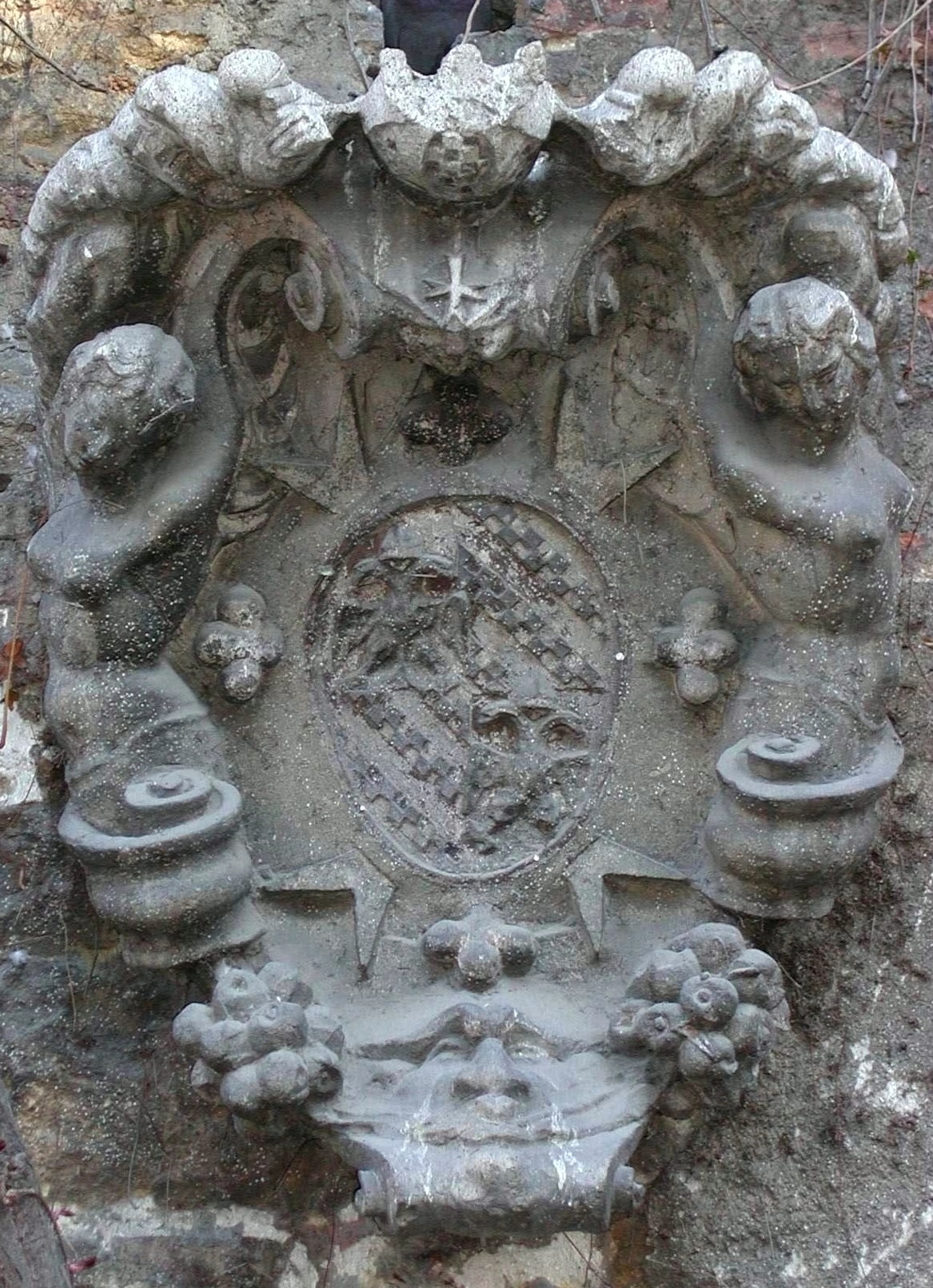
Stemma con le insegne dei Trissino e l'aquila imperiale, posto nel cortile del Teatro Olimpico.
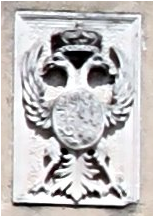
Stemma presente sulle torri di Villa Trissino a Cricoli.
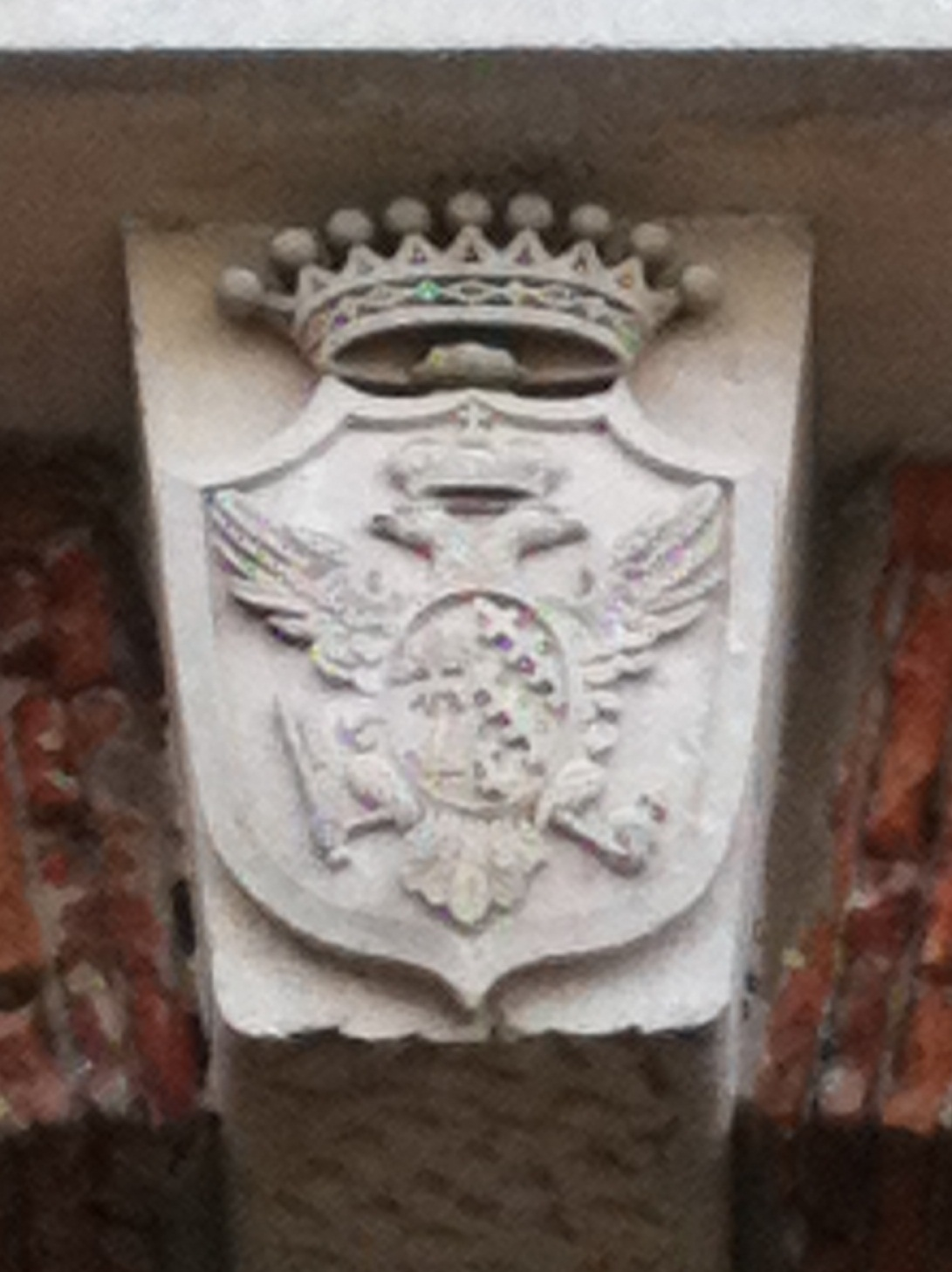
Chiave di volta della cappella della famiglia Trissino dal Vello d'Oro al Cimitero Maggiore di Vicenza.

## Architetture
Numerosi edifici sono stati costruiti o sono appartenuti ai Trissino nel vicentino e ne portano il nome; tra questi ricordiamo:

### Palazzi in Vicenza

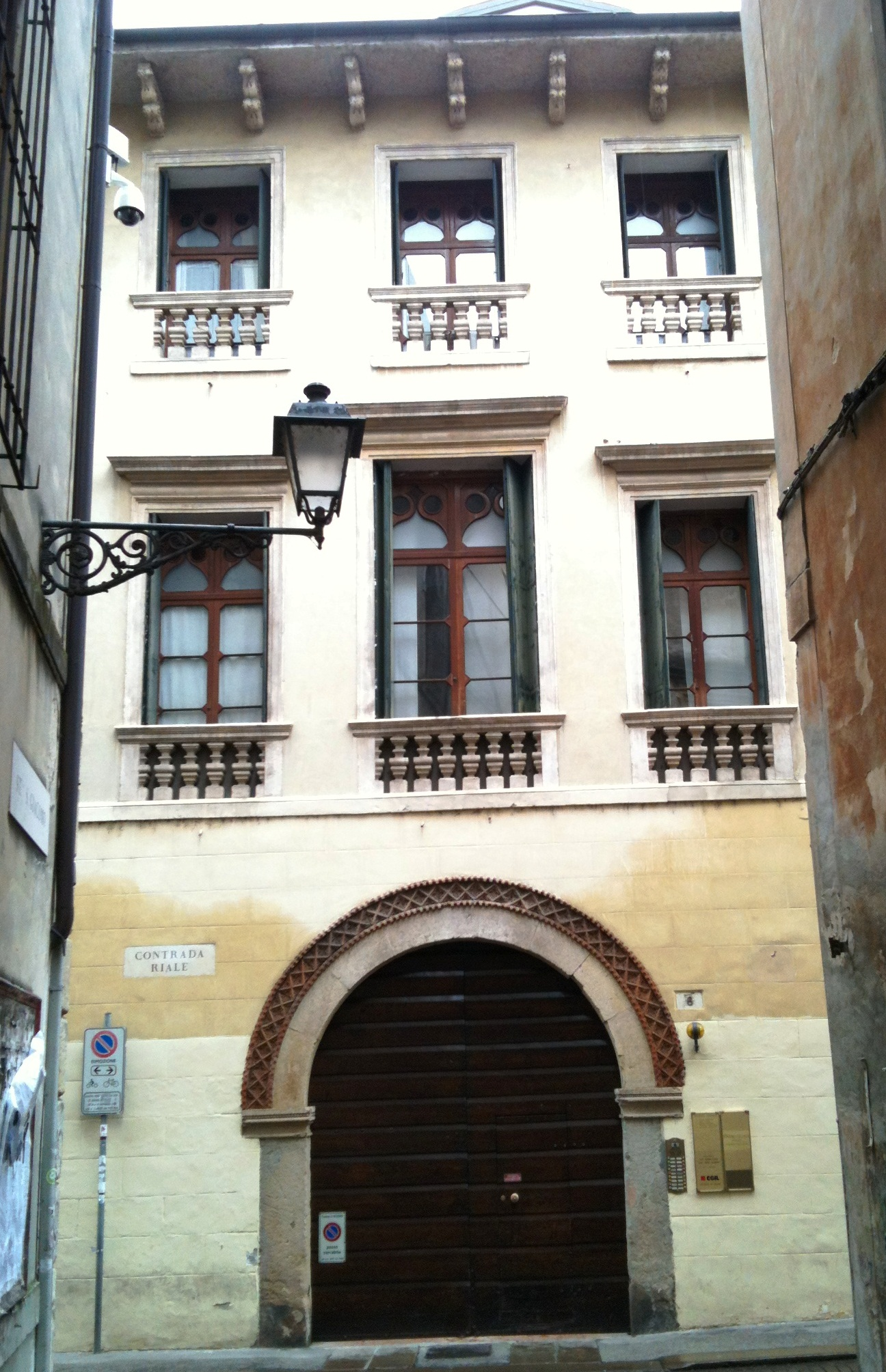
Vista di Palazzo Trissino Lanza in contrà Riale, da stradella S.Giacomo.

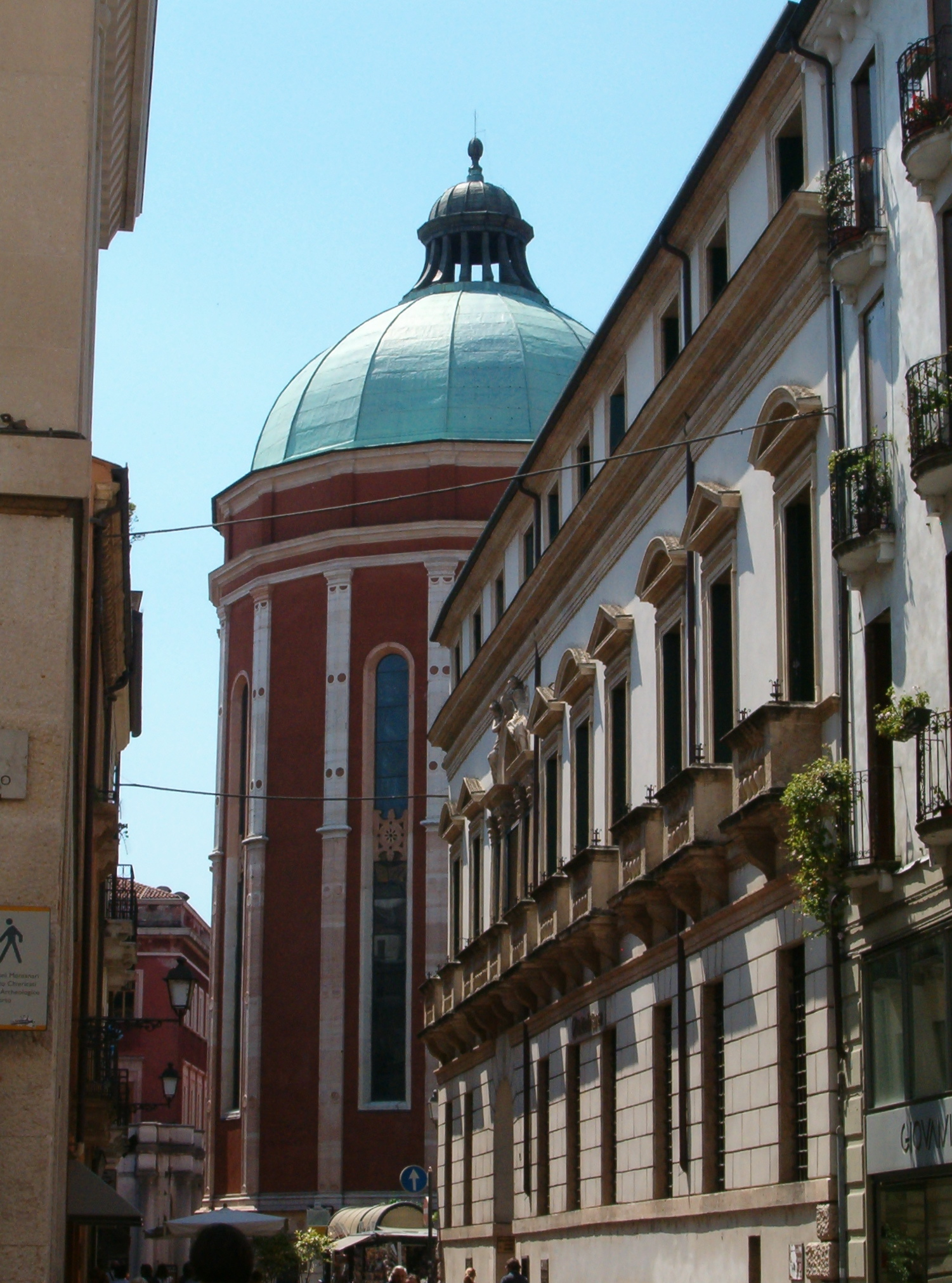
Facciata di Palazzo Trissino al Duomo e, sullo sfondo, l'abside della Cattedrale con la cupola del Palladio.

- Palazzo Trissino Clementi o Trissino Sperotti (1450-1460), in contrà Porti 14, il cui recente restauro ha messo in risalto le finestre tardo gotiche e gli eleganti balconi con balaustre in marmo traforato. È stato sottoposto a vincolo storico artistico architettonico con decreto ministeriale del 19/5/1960.
- Palazzo Civena Trissino dal Vello d'Oro (1540), costruito per i fratelli Civena in viale Eretenio 12, il palazzo originale è forse la prima opera urbana di Andrea Palladio. Nel 1565 la proprietà passò alla famiglia Trissino.[153] Fu ingrandito per volere dei conti Trissino dal Vello d'Oro nel 1750 su progetto di Domenico Cerato e ancora nel 1820[154], venne quindi bombardato nel 1944 e poi ricostruito, divenendo infine sede di una casa di cura. Dal 28/6/1997 è sottoposto a vincolo storico artistico architettonico.
- Palazzo Trissino Conti Barbaran, incominciato nel 1537 per Girolamo Trissino in contrà Santo Stefano, caratterizzato da un ampio e classico portone. Gli interni hanno subito rifacimenti nel XVIII secolo e in quello successivo e infine anche più recentemente a seguito dei danni provocati dai bombardamenti del 1944.[155]
- Casa Trissino Menaldo in corso Palladio, sede di un asilo d'infanzia, palazzo sottoposto a vincolo storico artistico architettonico con decreto ministeriale dell'11/1/1959.
- Palazzo Trissino al Duomo, o Trissino Trento (1577-1579), elegante edificio progettato da Vincenzo Scamozzi per Pier Francesco Trissino nell'odierna via Cesare Battisti 10, è dal 1906 sede di una banca e dal 25/5/1960 è sottoposto a vincolo storico artistico architettonico.
- Palazzo Trissino Lanza (1580), in contrà Riale 6, originariamente del Cinquecento e più volte rimaneggiato, presenta un notevole portale in stile tardo medievale. Venne sottoposto a vincolo storico artistico architettonico con decreto ministeriale del 14/5/1928.
- Palazzo Trissino al Corso, o Trissino Baston (dal 1901 sede del comune di Vicenza), progettato da Vincenzo Scamozzi nel 1588 e costruito tra il 1592 e il 1667 per Galeazzo Trissino, in corso Palladio 98. Sottoposto a vincolo storico artistico architettonico con decreto ministeriale del 6/7/1984.

Di interesse storico è anche la

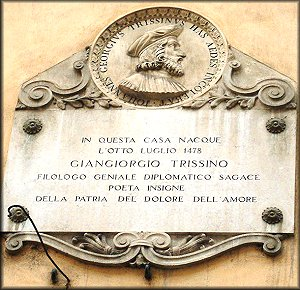
Targa posta sulla casa natale di Gian Giorgio Trissino, in corso Fogazzaro 15, Vicenza, opera di Bartolomeo Bongiovanni.

- Casa natale di Gian Giorgio Trissino, al nº15 di corso Fogazzaro.

Inoltre, a Valdagno in corso Italia 35 vi è la cosiddetta
- Casa Trissino, un palazzetto di aspetto rinascimentale, che riporta ancora l'antico stemma in un bassorilievo in pietra ben visibile tra le finestre del primo piano.

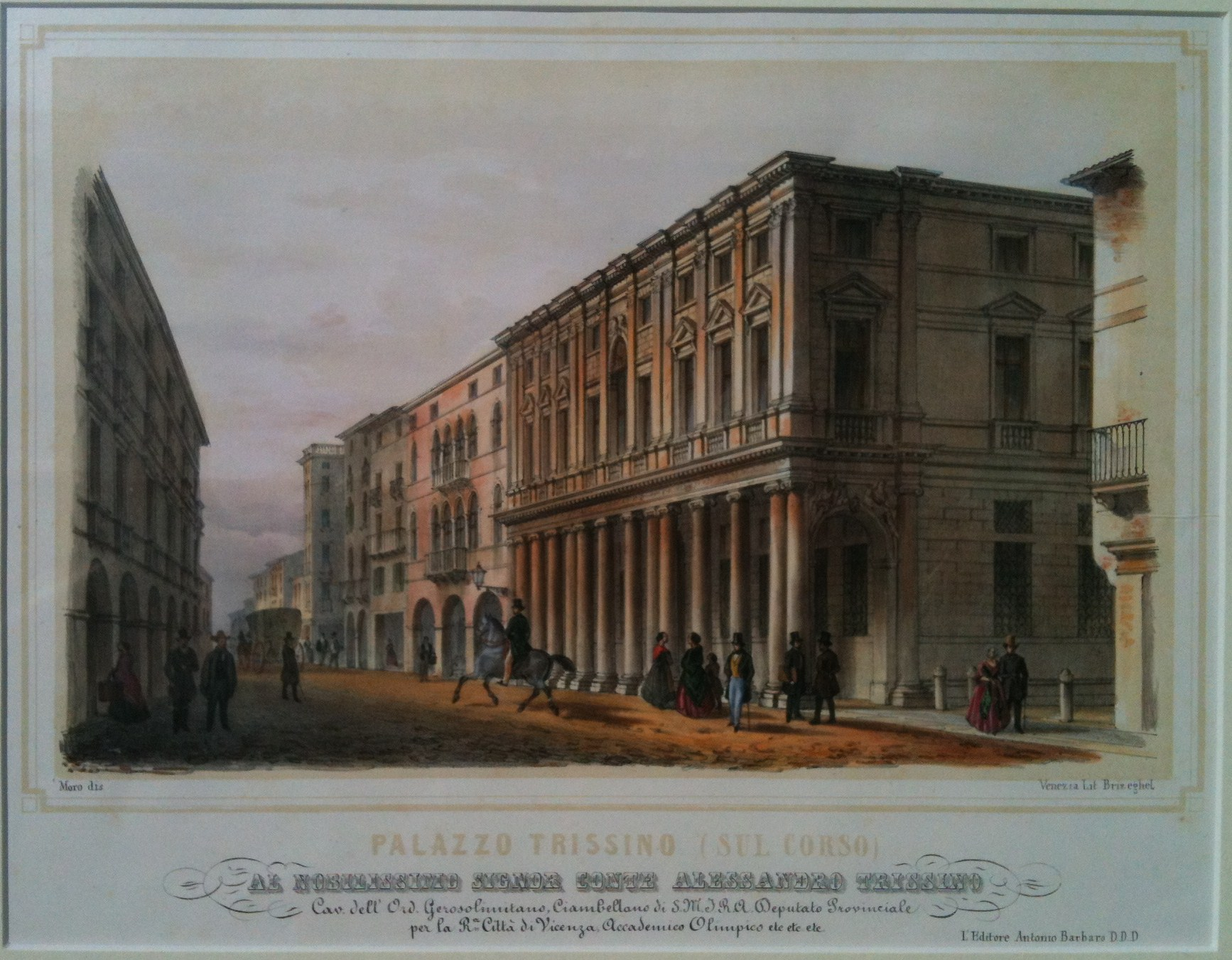
Palazzo Trissino (sul Corso), litografia di Marco Moro (1817-1885) dedicata ad Alessandro Trissino, 1847.
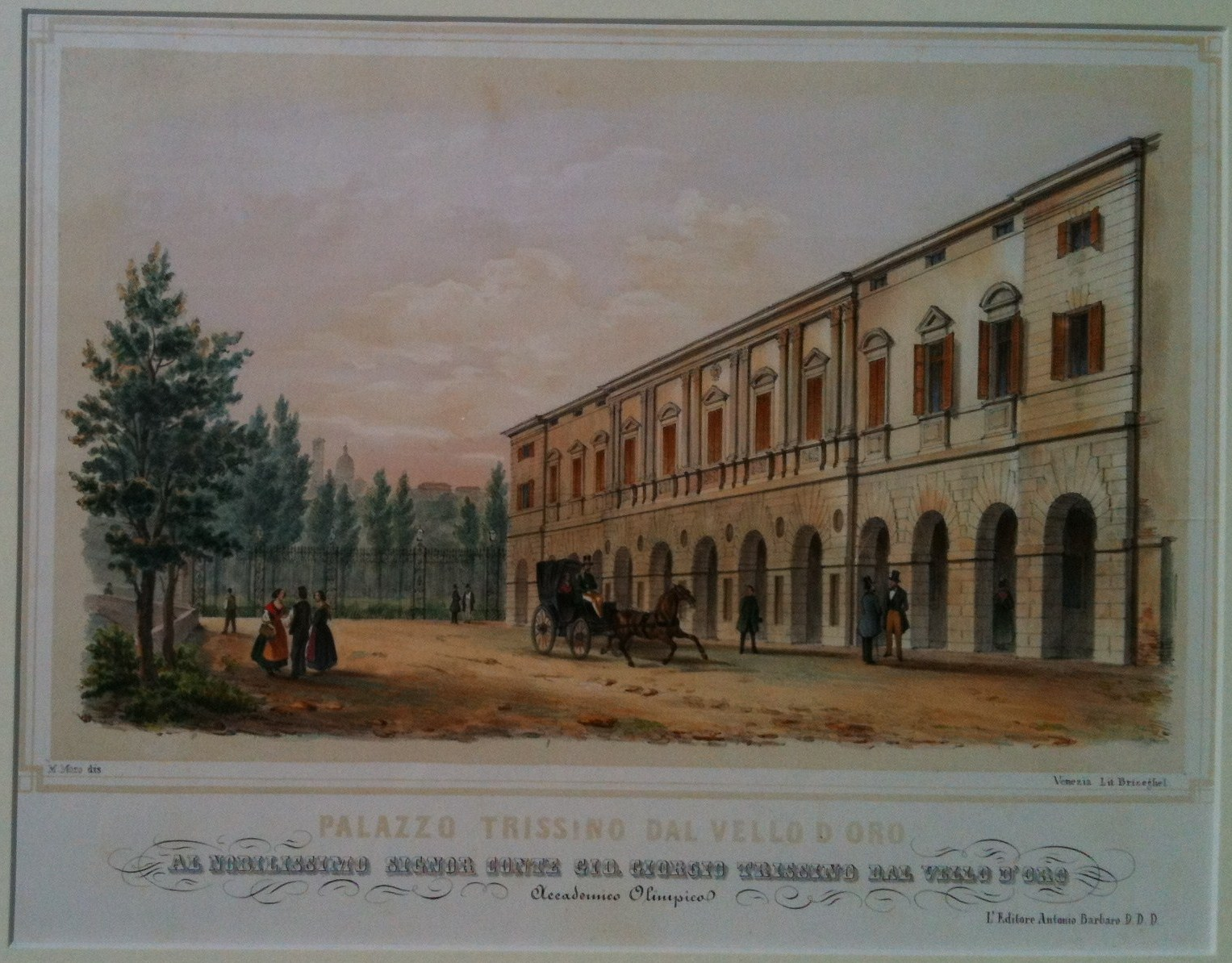
Palazzo Trissino dal Vello d'Oro (già Civena), litografia di Marco Moro dedicata a Giangiorgio Trissino dal Vello d'Oro, 1847.

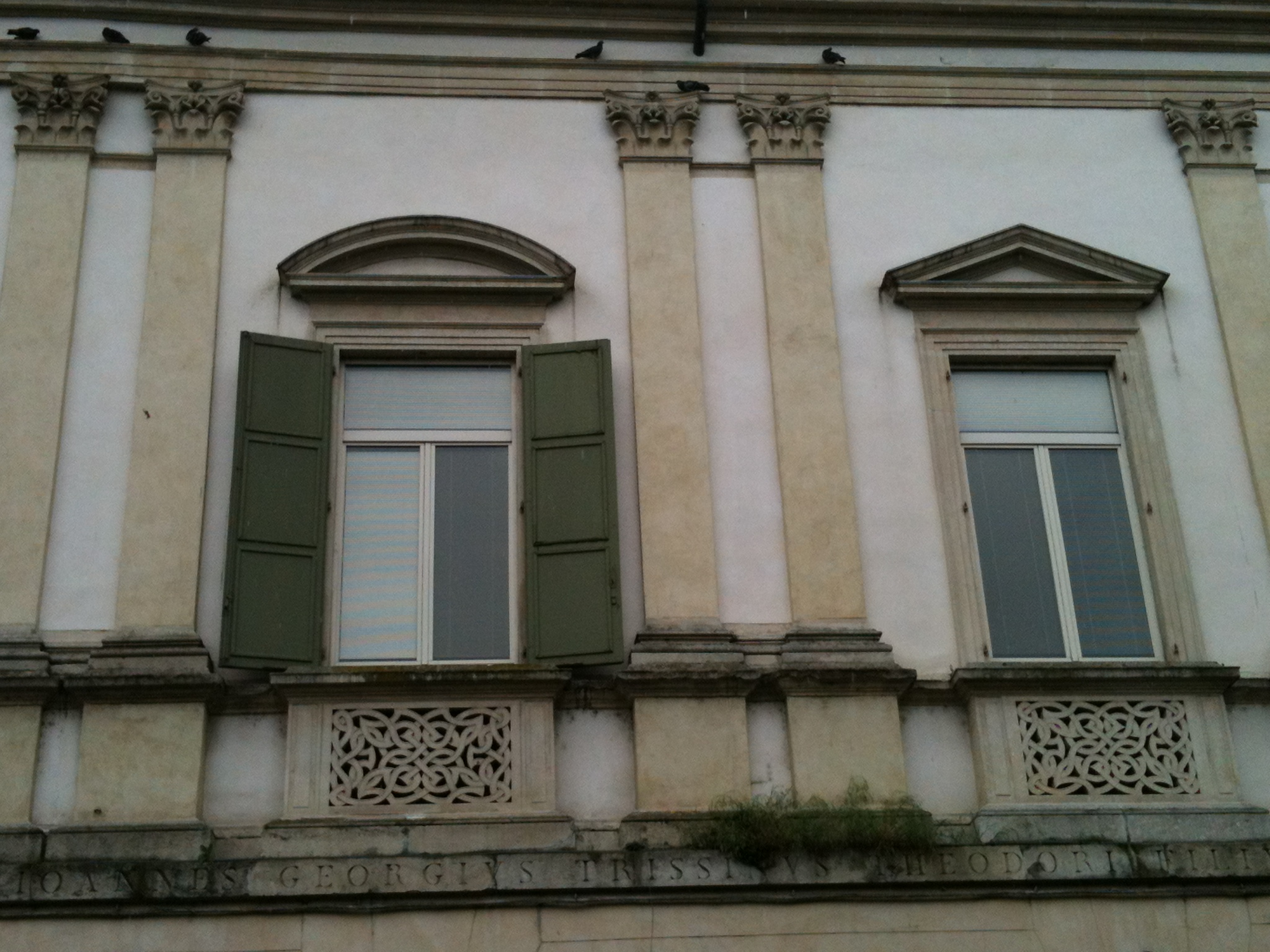
Dettaglio delle finestre al piano nobile di Palazzo Civena Trissino.
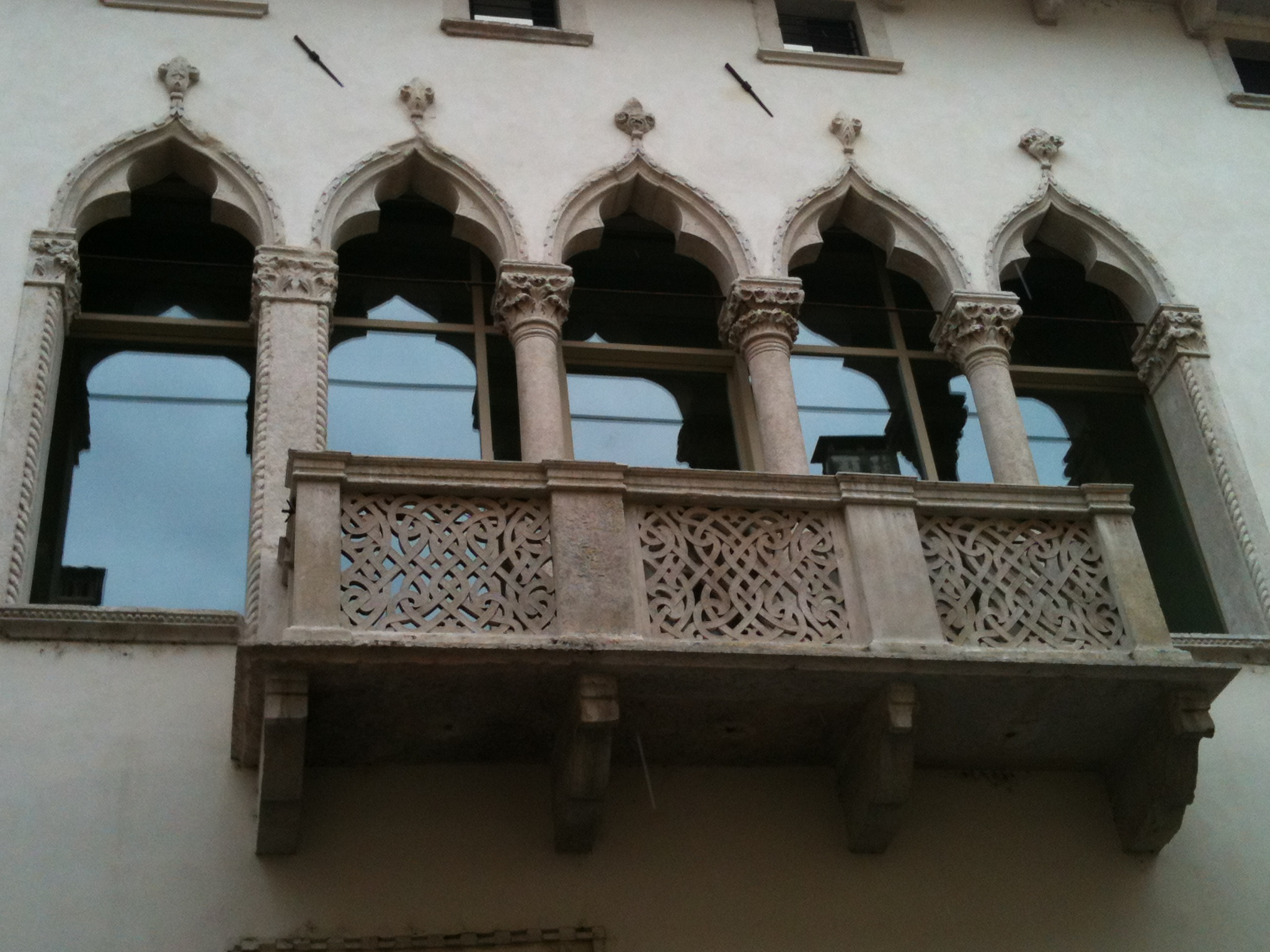
Loggia e balconata sulla facciata di Palazzo Trissino Sperotti.
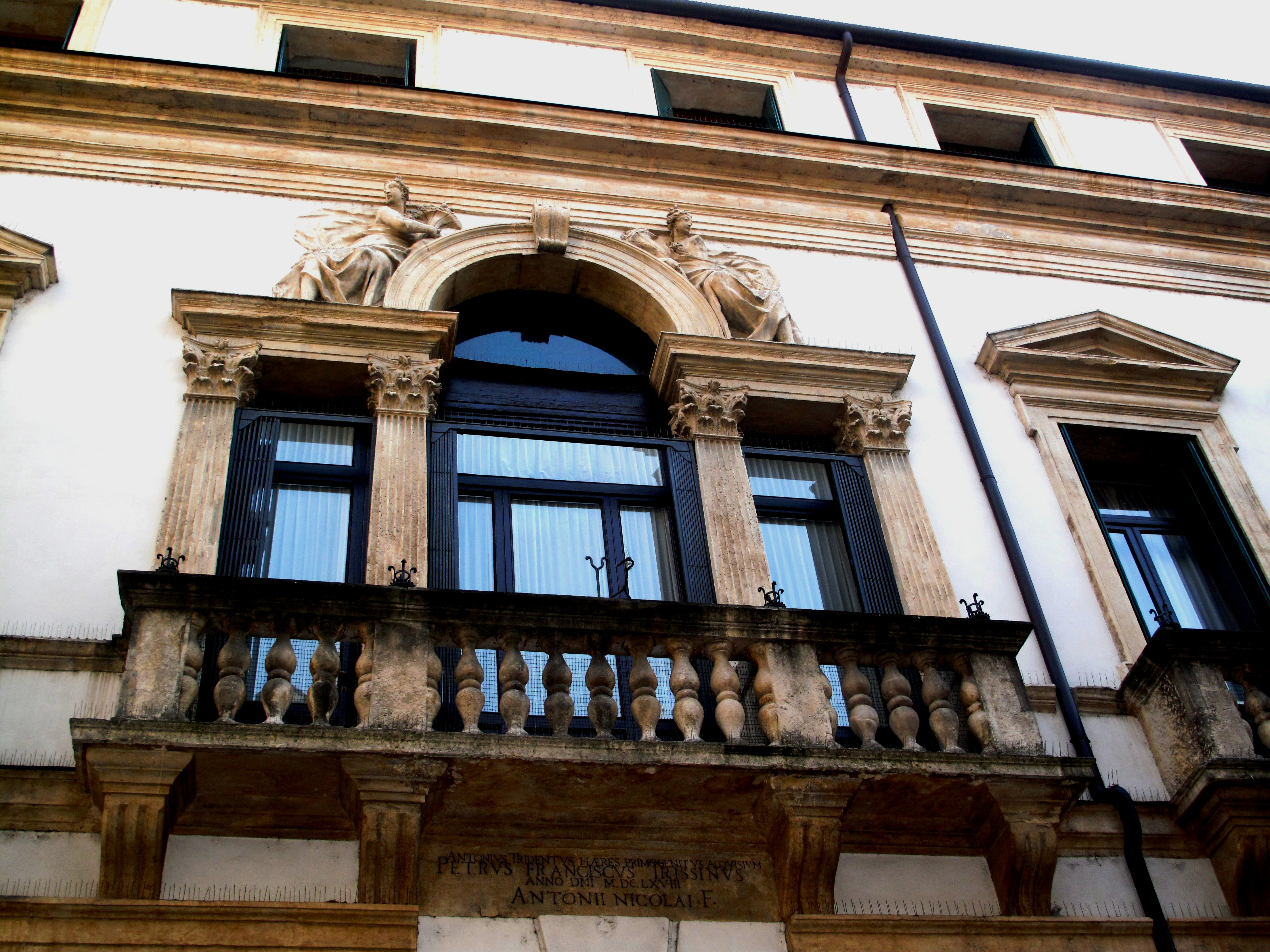
Particolare della serliana sopra la porta d'ingresso di Palazzo Trissino al Duomo.

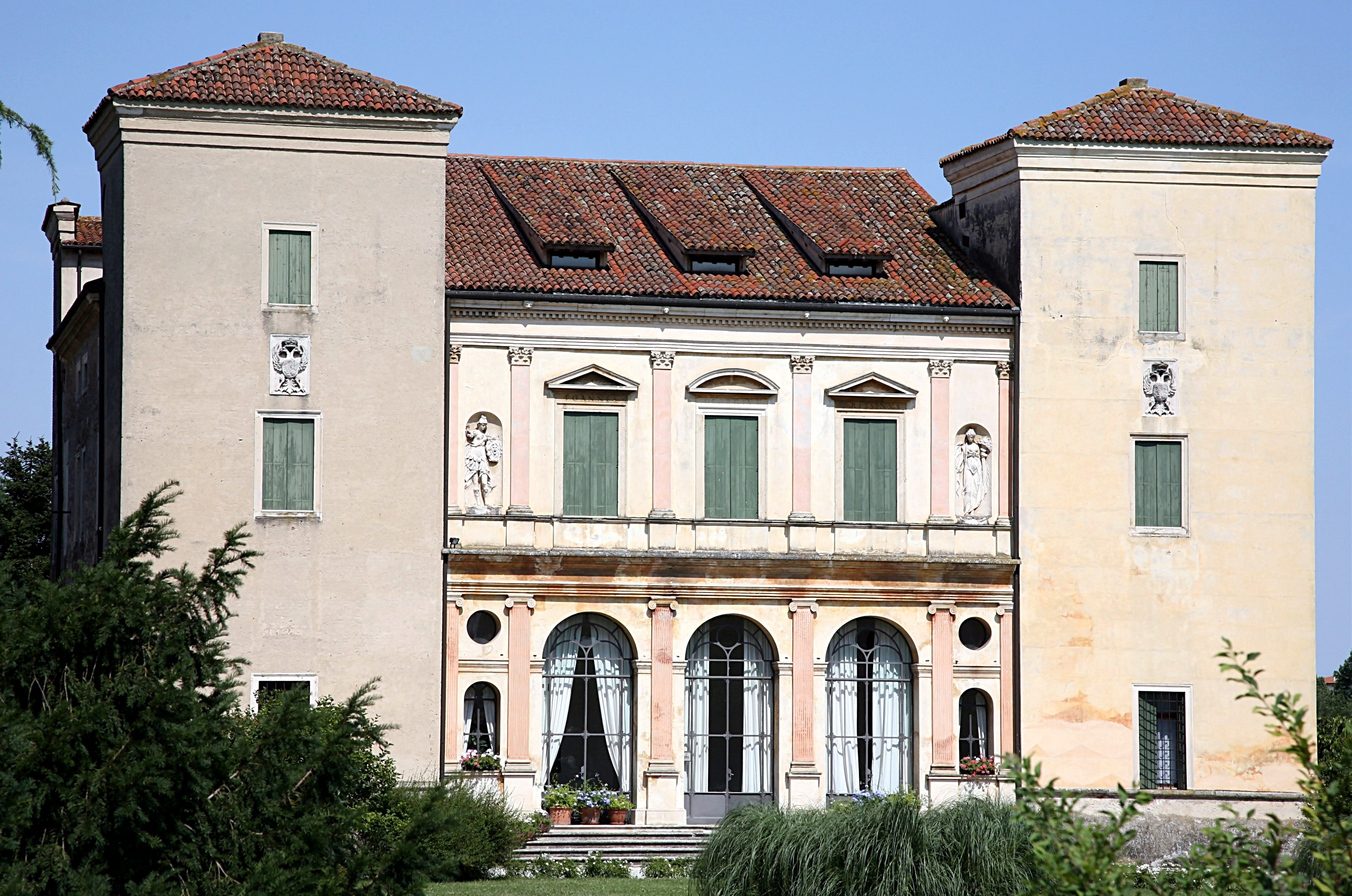
Villa Trissino (Cricoli), residenza dell'umanista Gian Giorgio Trissino.

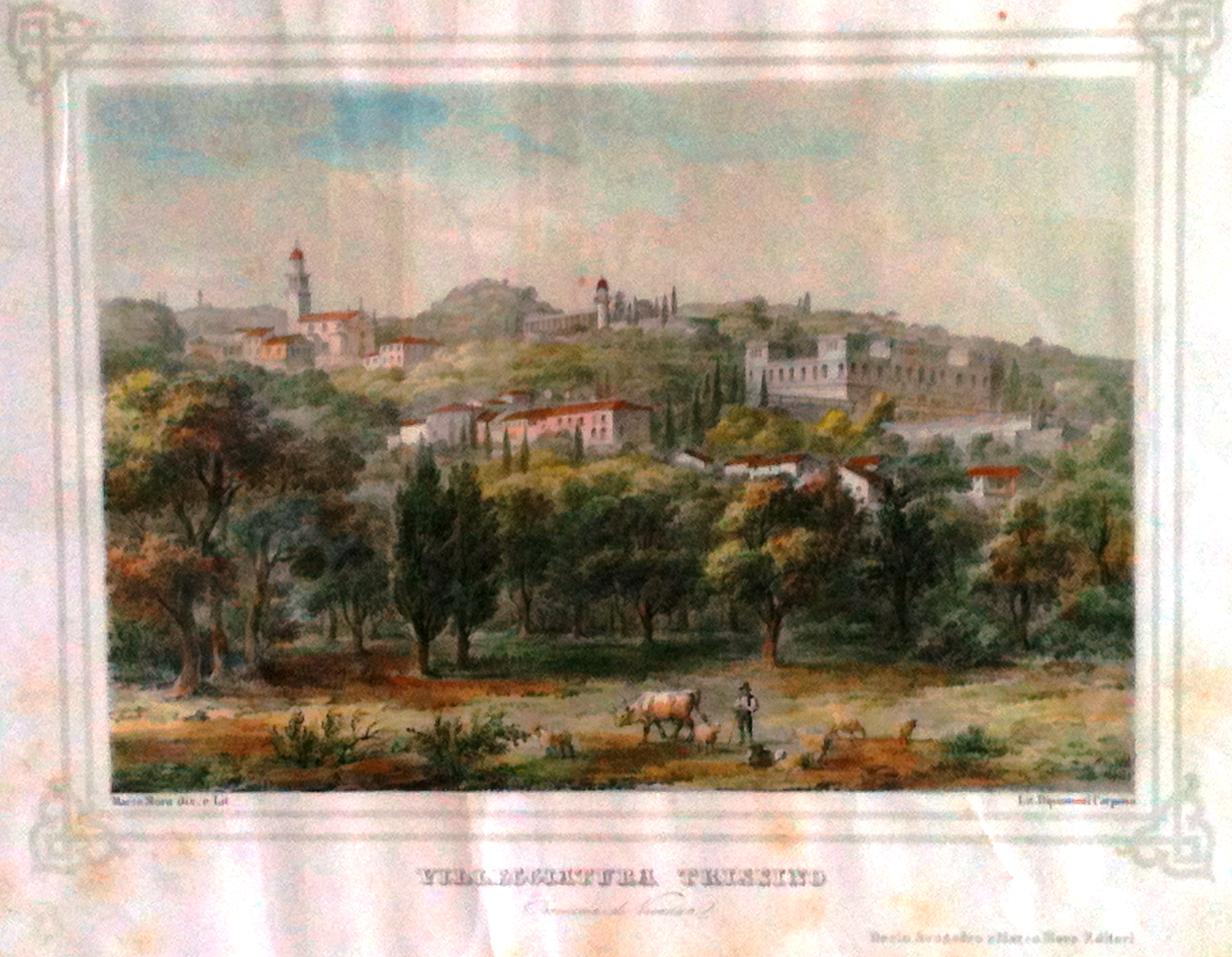
Villeggiatura Trissino, litografia di Marco Moro, 1850. Veduta della collina di Trissino (Vicenza) da cui emerge il volume della villa inferiore Trissino Marzotto.

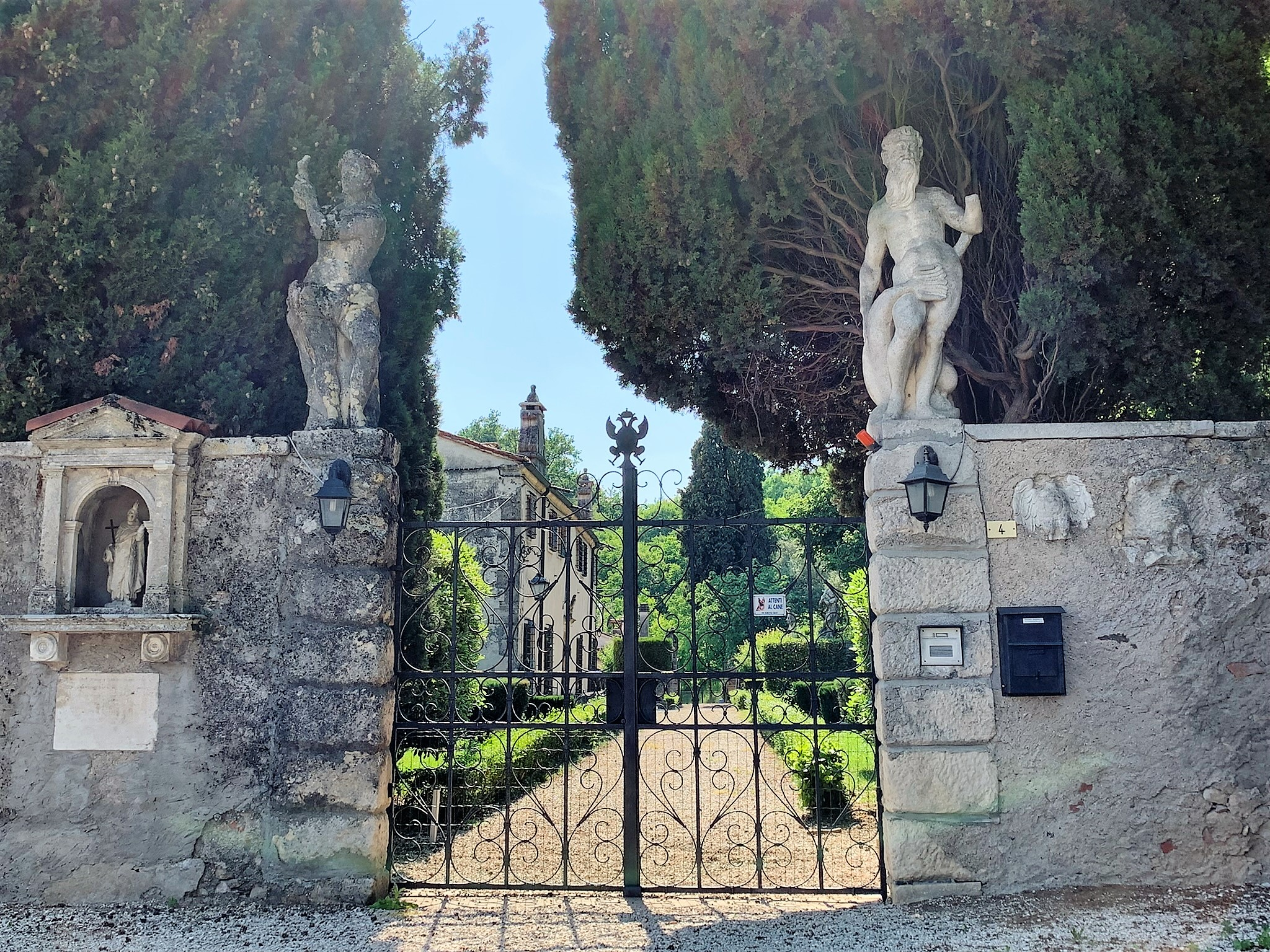
Cancello d'ingresso di Villa Trissino Paninsacco a Trissino (VI).

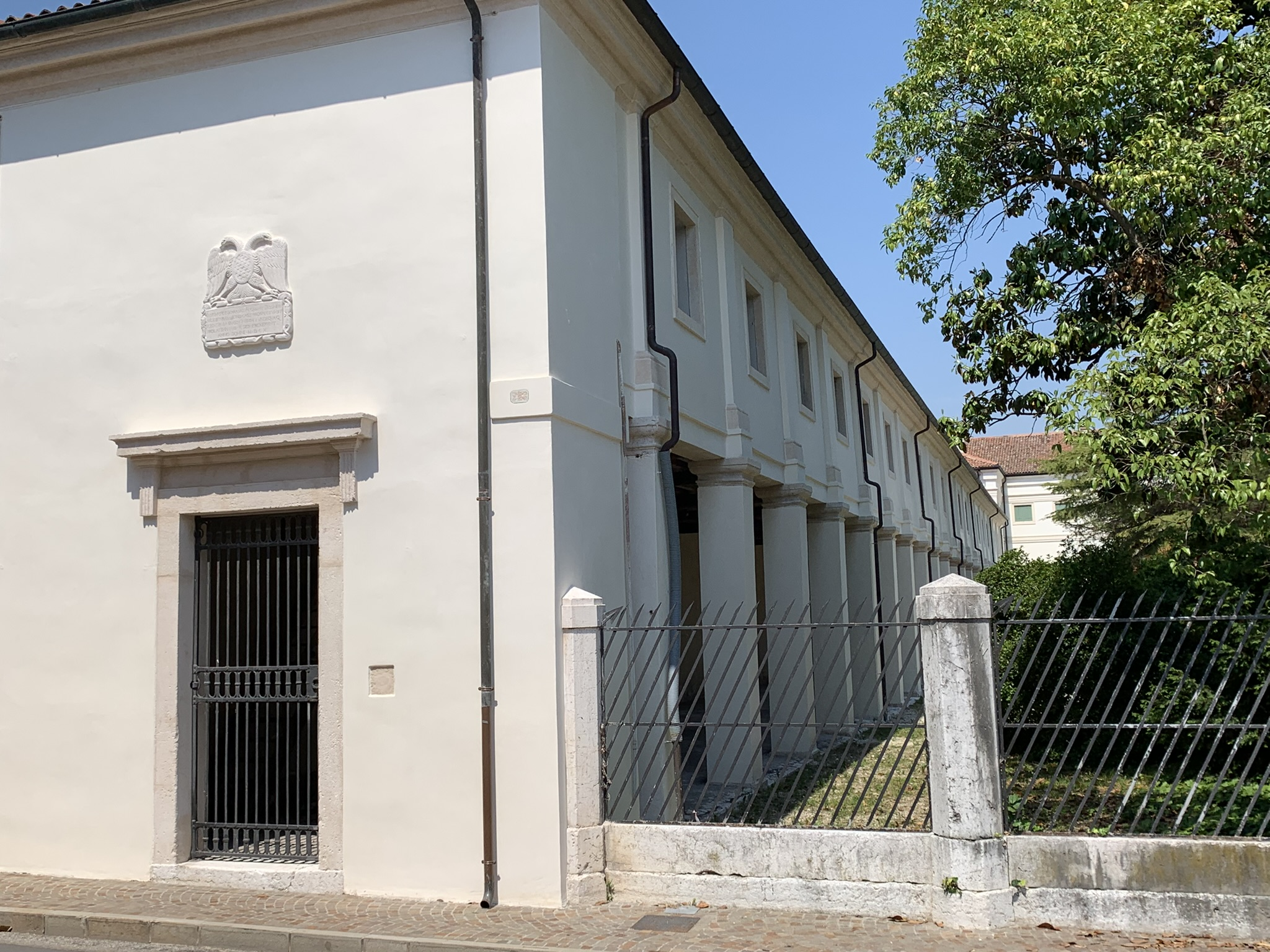
Ingresso alla barchessa di Villa Trissino a Sandrigo.

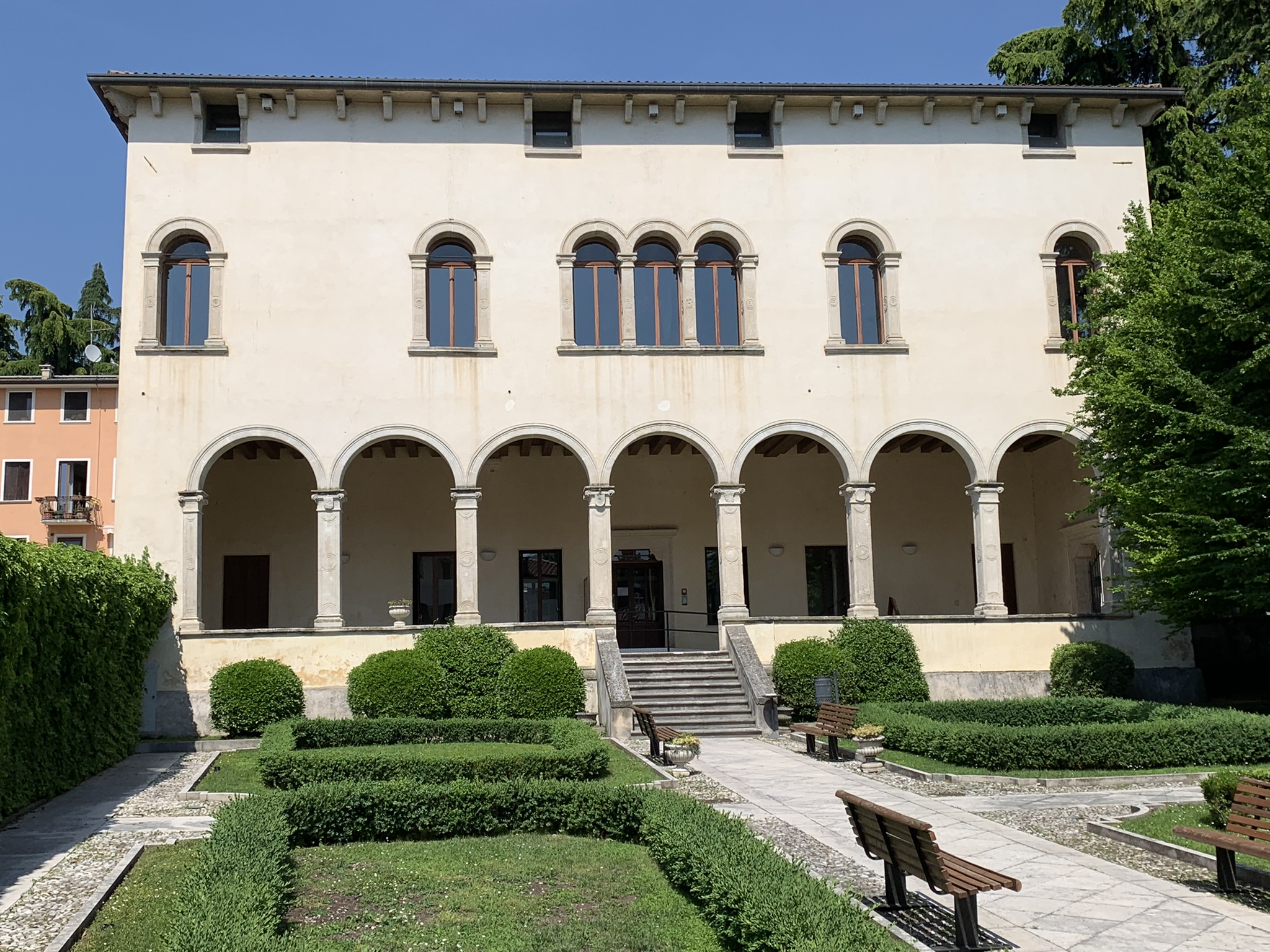
Fronte principale e giardini di Villa Trissino a Cornedo Vicentino.

### Ville
- Villa Trissino Centomo (1480-1495), Trissino (VI), si suppone sia la più antica dimora dei Trissino ancora esistente; sul fronte vi è una targa[156] del 1493 che ricorda il restauro rinascimentale e fa risalire all'anno 1100 la prima fondazione dell'edificio. Questa data non è documentabile, ma il disegno dello stemma Trissino sorretto da un'aquila monocefala, indica una data comunque antecedente al 1236, anno in cui l'aquila bicipite venne concessa in uso dall'imperatore Federico II alla famiglia Trissino. Oggi è proprietà privata.[157]
- Villa Trissino (secolo XIV), Cornedo Vicentino (VI), elegante edificio abbellito da un loggiato di sette archi al pian terreno e di una graziosa trifora al piano nobile affiancata da due coppie di finestre monofore. Opera di anonimo allievo di Lorenzo da Bologna, recentemente è stata riportata al suo antico splendore. Oggi è proprietà comunale, sede della Civica Biblioteca e centro delle attività culturali di Cornedo.[158] Nella grande piazza di Cornedo vi erano in effetti due ville Trissino: quella qui menzionata si è conservata fino ai nostri giorni ed era la dimora di campagna di Francesco e Ludovico di Giovanni (i committenti di Villa Trissino a Meledo); l'altra era invece la casa dove nel 1576 venne assassinato Ciro di Gian Giorgio Trissino dal Vello d'Oro, rimasta a questo ramo della famiglia fino al sec XIX e nel secondo dopoguerra ampiamente rimaneggiata e inglobata in nuovi edifici.[159]
- Villa Trissino Barbaran (secolo XV), Castelgomberto (VI), incominciata nel 1435[160] in forme gotiche, venne portata a termine alla metà del Quattrocento da Nicolò e Giacomo Trissino figli di Conte. Gli elementi quattrocenteschi superstiti sono la loggia, che dal pianterreno fu in seguito spostata al secondo piano, e alcune finestre sul retro dell'ala padronale. Una lapide inserita nel timpano sul fianco dell'edificio (in via Villa) ricorda il radicale restauro avvenuto all'inizio del secolo XVIII da Parmenione Trissino.[161] Oggi è proprietà del comune.[162]
- Villa Trissino Paninsacco (1490-1510), Trissino (VI), costruzione rinascimentale con giardino ricco di statue del XVII secolo, è uno dei pochi casi in cui la proprietà è ancora nelle mani dei diretti discendenti della medesima famiglia.[163]
- Villa della Colombara Trissino (prima metà del secolo XVI), Trissino (VI), sorge in pianura ed è un esempio di villa rurale, versa in stato di precarietà ed è quasi completamente abbandonata.[164]
- Villa Trissino a Cricoli, Vicenza, edificio di origini gotiche trasformato nel 1530 su progetto di Gian Giorgio Trissino dal Vello d'Oro. Nel corso dei lavori il celebre umanista scoprì le doti di uno degli scalpellini al lavoro per ammodernare la sua villa: così Andrea della Gondola divenne il Palladio. Tra il 1798 e il 1804 Ottone Calderari compì un intervento di ammodernamento su commissione del conte Teodoro Trissino dal Vello d'Oro e ulteriori lavori vennero eseguiti nel 1898 alla cessione della proprietà al conte Sforza della Torre. Con decreto ministeriale del 18/7/1960 venne sottoposta a vincolo storico artistico architettonico e dal 1994 è nella lista dei patrimoni dell'umanità dell'UNESCO, assieme alla città di Vicenza. Proprietà privata.[165]
- Barchesse di villa Trissino a Meledo di Sarego (VI), residuo di una monumentale villa di campagna progettata a metà del sec XVI da Andrea Palladio per i fratelli Ludovico e Francesco Trissino e mai compiuta. Il complesso è stato inserito nel 1996 nella lista dei Patrimoni dell'umanità dall'UNESCO, ma ha versato per lungo tempo in pessime condizioni.[166] Tuttavia nel 2015 ne è stato completato il restauro; la struttura ospita un'attività alberghiera ed è visitabile.[167]
- Villa Trissino a Montecchio Precalcino (VI). Costruita nel XVII secolo in posizione rialzata sulla collina, la villa di tre piani presenta un bel frontone a coronamento della facciata anteriore. A lato della casa padronale vi è una barchessa. Un recente restauro l'ha riportata in ottimo stato di conservazione ed è attualmente in uso ai servizi sanitari locali insieme alla vicina villa Nievo Bonin Longare.[168]
- Villa Trissino a Sandrigo (VI), fondata all'inizio del XVII secolo nel centro abitato, è delimitata a est e a sud da due strade e a ovest da una lunga barchessa. Venne ristrutturata da Ottavio Bertotti Scamozzi nel terzo quarto del secolo XVIII. Il corpo padronale si eleva su due piani e presenta una successione di stanze con decori neoclassici e pavimenti alla veneziana, decorazioni a grottesche nella stanza di nord-ovest e affreschi al pian terreno. A ovest si trova la barchessa, con portico a pilastri tuscanici e uno stemma gentilizio dei Trissino sul portale d'entrata, mentre a sud, al di fuori dell'attuale proprietà, è costruito l'oratorio. Proprietà privata.[169]
- Villa Trissino Marzotto (secolo XVIII), Trissino (VI), notevole complesso monumentale composto di due entità principali: la villa Superiore[170], eretta ove sorgeva l'antico castello altomedievale, e la villa Inferiore[171], costruita nel secolo XVIII da Francesco Muttoni e bruciata per due volte; vi sono anche un bel giardino all'italiana, una grande fontana ottagonale decorata di statue e una pregevole limonaia. Attualmente è proprietà privata, ma aperta alle visite e il giardino è disponibile per eventi.[172]
- Villa Trissino Muttoni, Vicenza, detta Ca' Impenta (dipinta) per gli affreschi che decoravano la facciata, di origine gotica (di cui rimangono le belle finestre), venne rinnovata nel 1525 e poi nel XVIII secolo. Durante l'insurrezione di Vicenza del 1848, vi aveva sede il quartiere generale austriaco e nella notte dell'11 giugno vi fu firmata la resa della città di Vicenza tra il generale austriaco De Hess, per conto del Feldmaresciallo Radetzky, e il colonnello Albèri, plenipotenziario del generale Giovanni Durando. A ricordo dell'avvenimento venne in seguito murata una lapide. Il decreto ministeriale del 5/7/1969 la sottopose a vincolo storico artistico architettonico. Proprietà privata non visitabile.[173]

### Edifici rurali minori
- Villa Trissino Bragadin Montesello a San Germano dei Berici (VI). Edificio rurale, risalente al XV secolo e attualmente inutilizzato, sorge sul pendio in posizione sopraelevata rispetto alla piazza del borgo; le belle finestre gotiche denotano l'antica origine. Il complesso, completato da una barchessa con portici di epoca più recente, versa in precarie condizioni.[174]
- Villa Trissino Giustiniani a Montecchio Maggiore (VI). Edificio del XVI secolo a forma di "L", in cui i due bracci ortogonali chiudono un'ampia corte: a nord si allineano il corpo padronale con annessa torre colombaia, un'adiacenza porticata e altri corpi rustici; a est si innesta una seconda lunga schiera di annessi rustici più recenti, in parte porticati. Un bel portico dorico ingentilisce l'ingresso. Proprietà privata non visitabile.[175]
- Villa Trissino Albanese - Zordan a Cornedo Vicentino (VI), costituita da alcuni edifici rurali, di cui la barchessa risale al secolo XVI e la casa dominicale a quello successivo. Quest'ultima è ingentilita da un portico a tutto sesto al pian terreno e da una serie di finestrelle ellittiche al piano superiore, tipiche del tardo Settecento. Attualmente è un'abitazione privata.[176]
- Villa Trissino Dal Lago detta del Plebiscito posta sulla Strada della Riviera Berica a Vicenza, incominciata nell'ultimo quarto del secolo XV e riadattata nel secolo XVII, è oggi molto penalizzata dalla prossimità all'autostrada e ai suoi cavalcavia. Proprietà privata.[177]
- Villa Trissino Volpato a Sandrigo (VI), edificio posto al centro del paese, risalente al XVII secolo e caratterizzato da una torre merlata sul prospetto, un bel porticato e un annesso rustico più recente. Proprietà privata.[178]
- Villa Trissino Conti Cavaliere Girardini a Sandrigo (VI), costruita nel XVIII secolo su progetto di Ottavio Bertotti Scamozzi, sorge lungo la strada che attraversa il centro del paese, seguendone l'andamento curvilineo. Accostati alla casa padronale sono presenti due edifici rustici e verso sud si estende il parco abbellito da statue e giochi d'acqua, risistemato da Antonio Caregaro Negrin nel XIX secolo. Proprietà privata.[179]
- Villa Trissino Galvan, situata a poca distanza dalla Ca' Impenta, a Vicenza, è un edificio della seconda metà del XVIII secolo, a cui la grande barchessa e le altre adiacenze danno una forma di "T". Dotata di un bel giardino decorato da statue, venne ristrutturata nel XIX secolo ed è attualmente una struttura abitativa privata.[180]

### Chiese in Vicenza

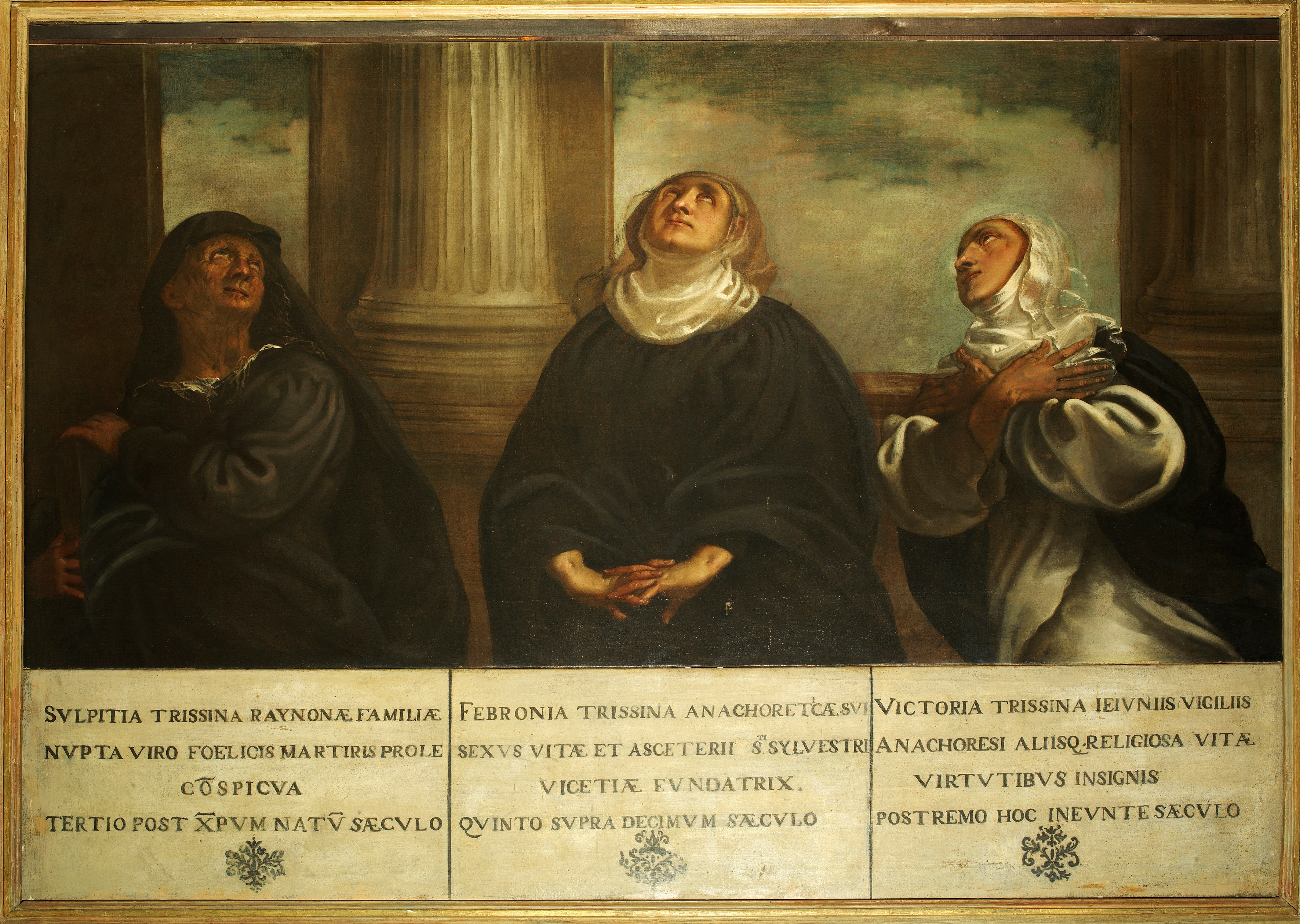
Le tre venerabili: Sulpizia, Febronia, Vittoria, dipinto da Francesco Maffei (1605-1660) nella prima metà del sec XVII per la cappella Trissino in San Giacomo minore.

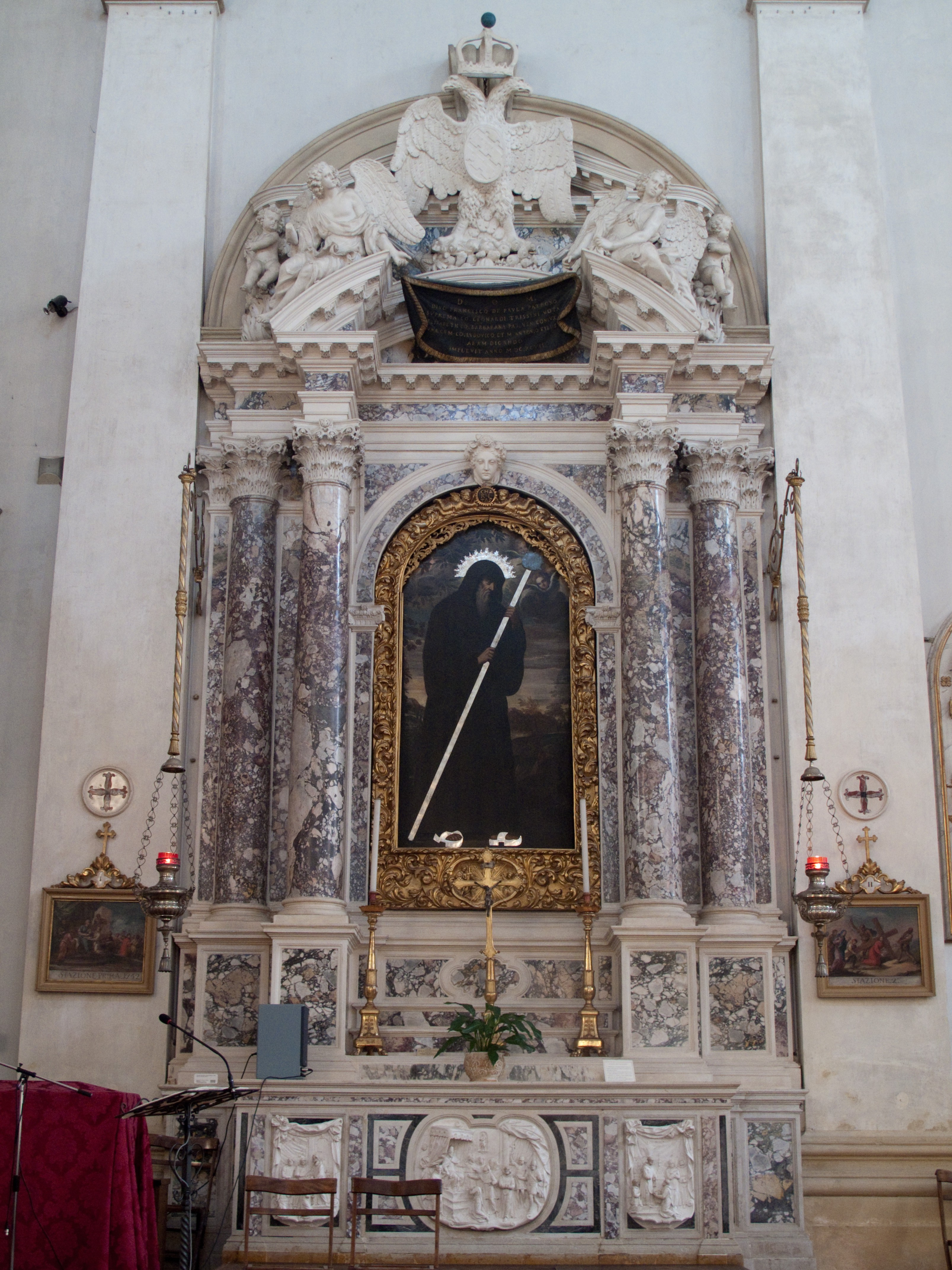
Altare di San Francesco di Paola presso la chiesa di San Giuliano a Vicenza.

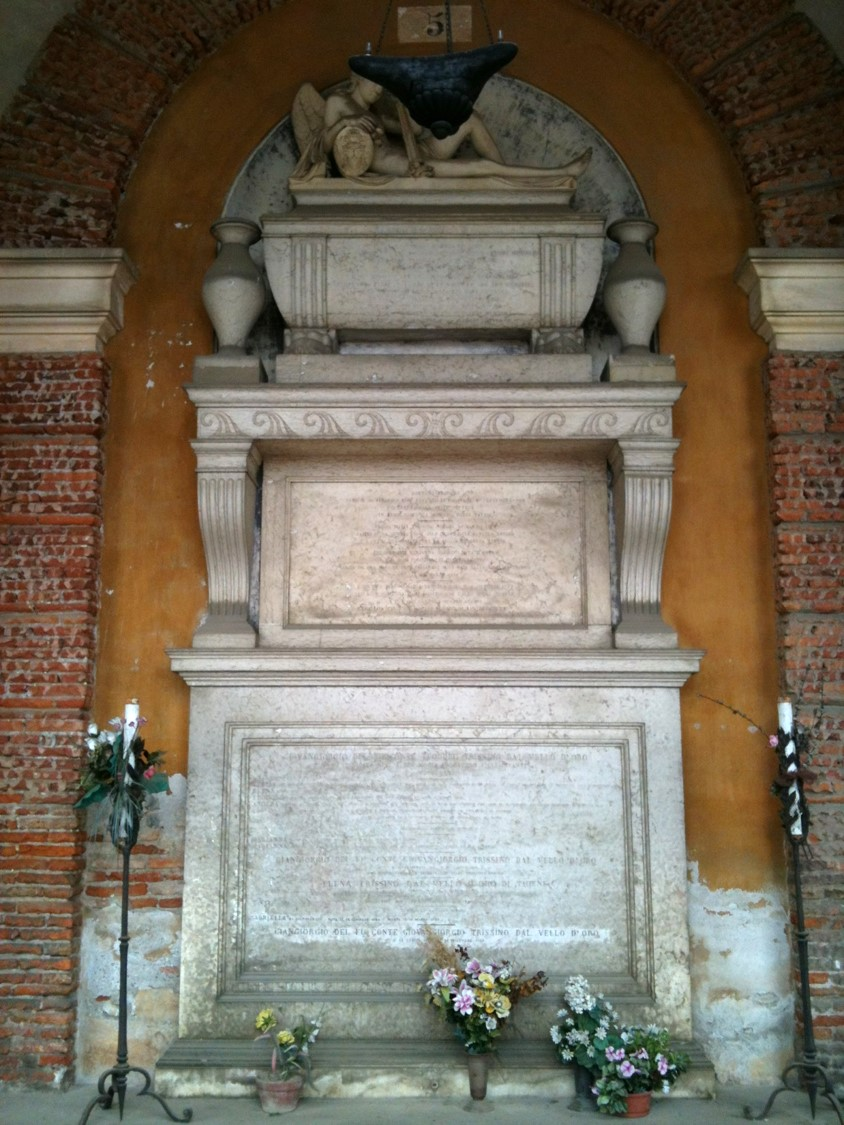
Monumento funebre della tomba Trissino dal Vello d'Oro presso il (Cimitero Monumentale di Vicenza), opera di Bartolomeo Bongiovanni, sovrastato da un'urna neoclassica e la figura mitologica del Genio.

Come tutte le famiglie che hanno avuto un ruolo nella storia di Vicenza, anche i Trissino hanno lasciato testimonianze in alcune chiese della città.
La presenza dei Trissino all'interno della Cattedrale, con targhe e sepolcri, è quasi scomparsa a causa dei danni dovuti ai bombardamenti della seconda guerra mondiale. Gaspare Trissino, padre del poeta Gian Giorgio, nel suo testamento del 1483 lasciava fondi per l'abbellimento della sacrestia e dell'adiacente cappella sul lato sinistro della chiesa. Una lapide nella sesta cappella a destra, decorata con lo stemma della famiglia, ricorda, insieme con un'altra, la storia della cappella stessa.
L'interno di altre chiese in Vicenza presenta interventi legati al nome dei Trissino:
- la chiesa dei Santi Filippo e Giacomo (detta anche di San Giacomo in Riale o minore[182]), sita in stradella San Giacomo, tra contrà Riale e corso Palladio, quindi molto vicina a Palazzo Trissino Lanza e Palazzo Trissino al Corso. Nel 1627 il presbiterio venne abbellito con alcuni dipinti e la realizzazione di un paramento architettonico[183] a cura di Parmenione e Conte Trissino.[184] La proprietà della terza cappella a destra è attribuita alla famiglia Trissino fin dal 1602, con lo stemma della casa riportato nella chiave di volta e le due tele raffiguranti l'Apparizione dell'angelo a santa Savina (attribuita a Marcantonio Maganza – 1624) sulla parete sinistra e su quella destra Le Tre Venerabili di casa Trissino Sulpizia, Febronia e Vittoria(dipinta dal vicentino Francesco Maffei attorno al 1630-1640)[68], frutto del lascito di Ottavia Trissino per l'abbellimento di questa cappella (1631).[185]

Il pavimento di questa chiesa presenta le lastre tombali di 21 sepolture: una, semplice e quadrata, è dei fratelli Alessandro e Francesco Trissino (1689), figli di Francesco ed entrambi capitani di ventura; una seconda è relativa alla famiglia di Conte Trissino (1691), riporta lo stemma di famiglia a marmi policromi ed è sita proprio di fronte all'altare maggiore; una terza è posta nella cappella Trissino, non riporta alcuna iscrizione, ma lo stemma di famiglia è inciso nella lastra di marmo rosa. Si suppone che sia stata il sepolcro della citata Ottavia Trissino.
- la chiesa di San Giuliano, situata in corso Padova 57, all'interno della quale l'altare nella parete destra dedicato a San Francesco di Paola venne commissionato da Elisabetta Barbaran, insieme ai figli Ludovico e Marcantonio, per commemorare la morte del marito e padre Leonardo Trissino Baston. La struttura è sovrastata da una grande aquila recante lo stemma di casa Trissino e contiene la pala con l'immagine del santo (1650 circa) decorata di lamine d'argento. La base dell'altare è abbellita da riquadri scolpiti con episodi della vita del santo. Un grande cartiglio nero nella parte superiore ricorda il voto fatto dalla famiglia e il completamento dell'altare nel 1697.[186]
- la chiesa di Santa Maria in Foro, che si affaccia su piazza Biade, il cui secondo altare a destra fu costruito per volere di Francesco Trissino nel 1587 da Francesco Albanese, come testimoniato dalle iscrizioni presenti.[187]
- la chiesa di San Lorenzo, sita nella piazza omonima, non lontano dalla casa natale di Gian Giorgio Trissino, che nella quarta campata sinistra conserva due targhe marmoree: la prima è dedicata da Pompeo Trissino al nonno Gian Giorgio, mentre la seconda ricorda l'altare che i Trissino dedicarono allo stesso San Lorenzo.[188]
- la chiesa di Santa Corona, dove numerose sono le sepolture di notabili vicentini, conserva nel pavimento della sala del Capitolo nuovo, in corrispondenza con la porta d'accesso al chiostro, la tomba in marmo broccatello rosa di Antonio Trissino.[189] La lastra è molto consunta, lasciando solo intravedere il rilievo dello stemma Trissino, ma testimonianze del sec XIX la collocano nel 1402.[190]

Secondo le iscrizioni lapidee raccolte alla fine del sec XVIII da Giovanni Tommaso Faccioli (Vicenza 1741 – Longare 31 ottobre 1808), in diverse chiese di Vicenza erano evidenti numerose altre testimonianze di personaggi di casa Trissino, molte delle quali oggi perdute. Ad esempio:
- Giovan Giorgio di Bonifacio, cavaliere del ramo di Miglioranza, morì il 3 dicembre 1287 e fu sepolto in Santa Corona.[191]
- Tra i personaggi vissuti nel sec XIV, Federico (†1350) figlio di Miglioranza, Tommaso, Guffredo fratello di Miglioranza e Galvano (†3 giugno 1374) nipote di Miglioranza furono seppelliti a San Lorenzo.[192]
- I fratelli Antonio e Pietro, figli di Pace (†1364) notaio a Trissino, vennero sepolti agli albori del sec XV il primo, come si è detto, in Santa Corona[193] e il secondo in Cattedrale.[194]
- Bianca Trissino, che sposò dapprima Alvise Trissino e poi Gian Giorgio Trissino, morì il 21 settembre 1540 e fu sepolta nella chiesa di San Francesco, vicino a Bonifacio, figlio del primo marito.[195]
- Attila di Giovan Battista, fratello di Galeazzo committente di Palazzo Trissino al Corso, era un capitano di ventura al servizio degli Asburgo e combatté in Belgio, morì nel 1606 e fu sepolto in Santa Maria delle Grazie.[196]
- Gerolamo di Giovanni del ramo di Sandrigo e la sposa Cecilia degli Obizzi (sec XV-XVI) vennero sepolti in San Lorenzo.[197]
- Achille Trissino (†14 aprile 1653) con la moglie Maddalena Chiericati (†9 agosto 1666) lasciarono all'Orfanotrofio della Misericordia una cospicua eredità, tra cui Palazzo Trissino al Duomo. Li ricordano due busti in Santa Maria Madre della Misericordia.[198]
- Ciro Trissino dal Vello d'Oro, figlio di Pompeo e Dottore del Collegio dal 1704, giaceva insieme alla moglie Elisabetta in San Marcello dal 1752.[199]

Infine, presso il Cimitero Monumentale di Vicenza, l'arcata n°5 contiene le spoglie delle generazioni dei Trissino dal Vello d'Oro nati alla fine del sec XVIII fino al campione olimpico Gian Giorgio Trissino (†1963) che, di questo ramo della famiglia, fu l'ultimo a nascere a Vicenza. Il monumento funebre, opera di Bartolomeo Bongiovanni, è sovrastato da un'urna neoclassica con la figura mitologica del Genio.